# Òptica i navegació

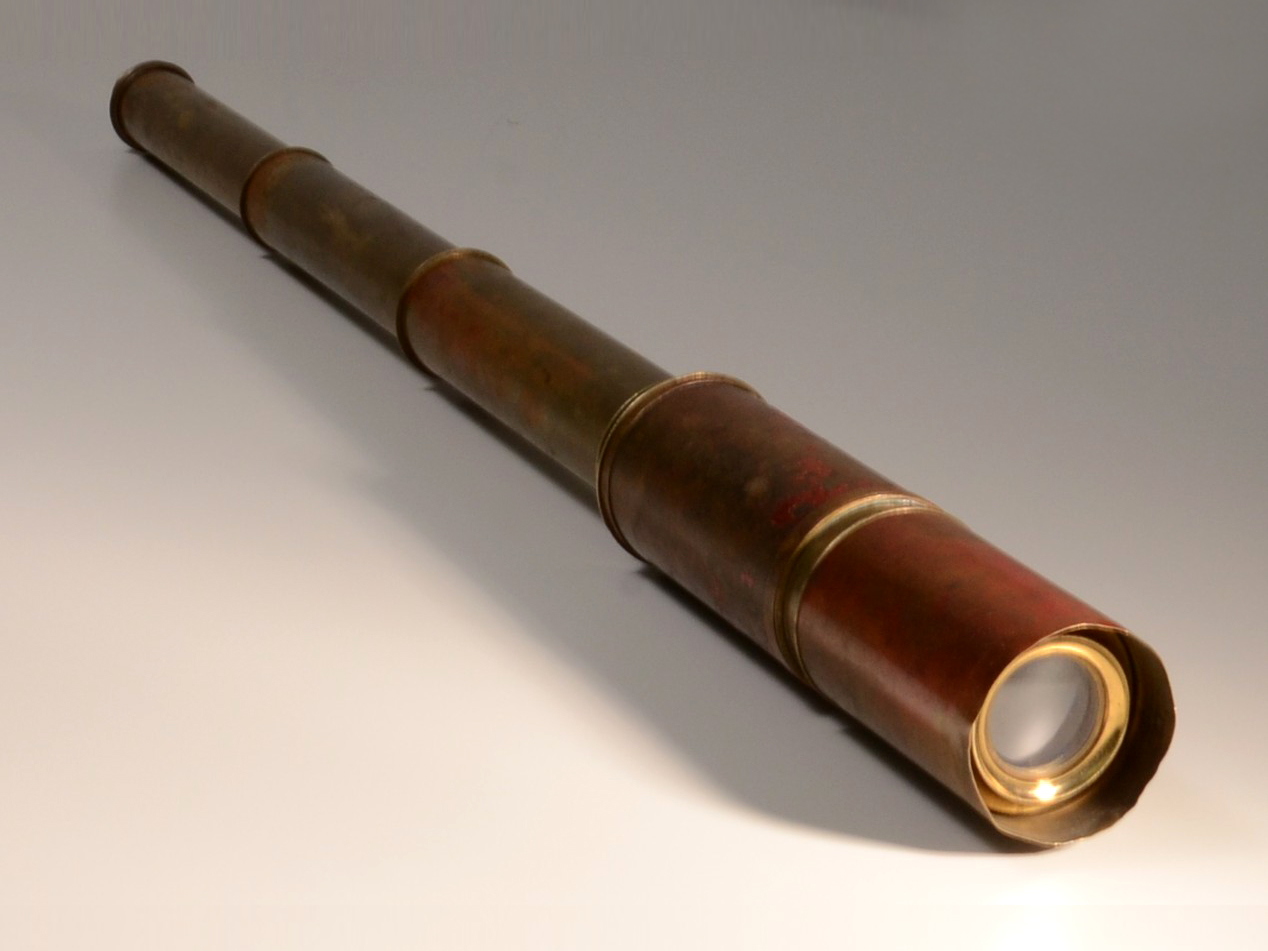
Ullera de llarga vista, fabricada per la firma Dollond, emprada per la marina britànica.

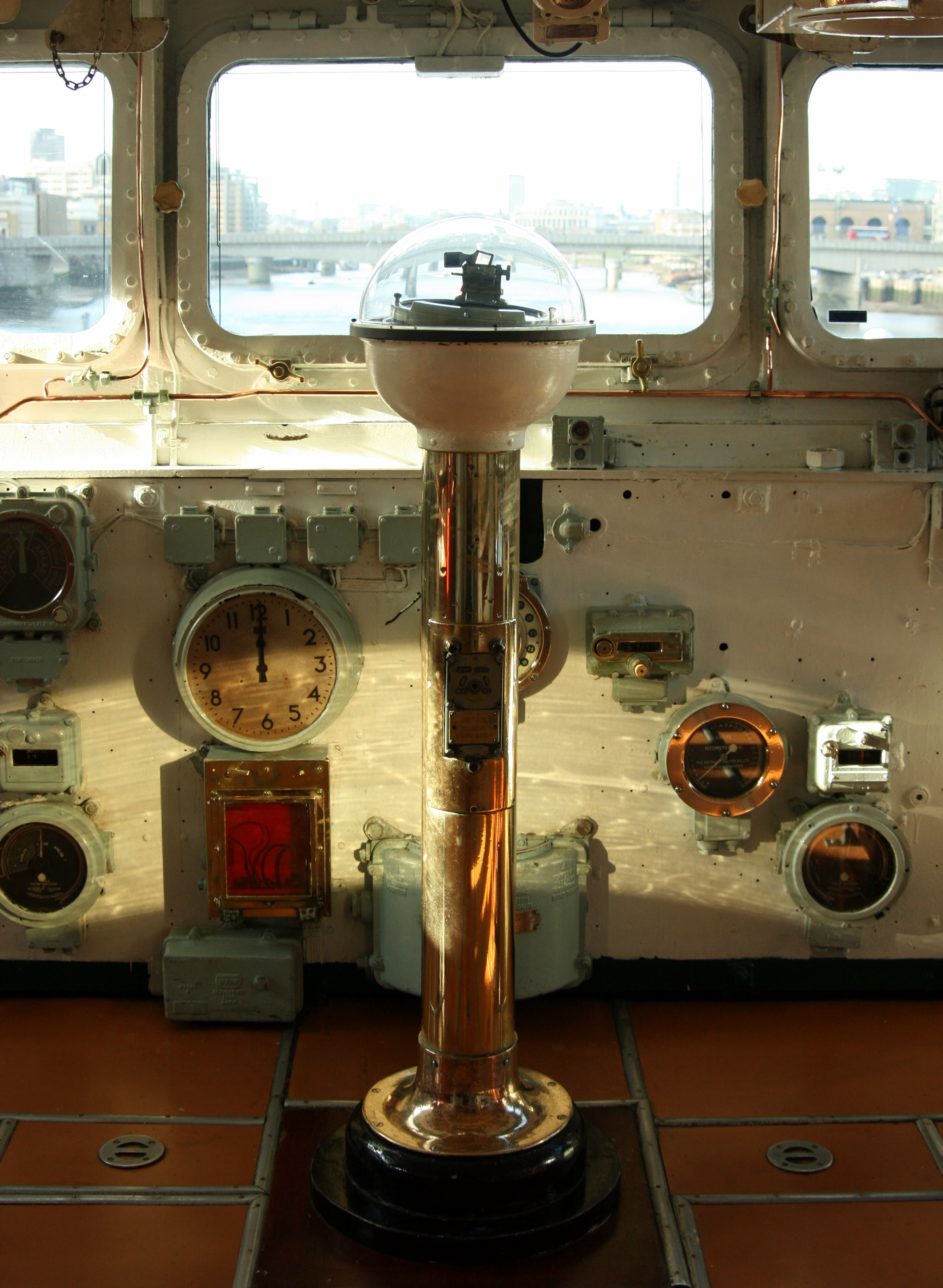
Taxímetre a bord de lHMS Belfast.

En els camps de l'òptica i la navegació, són molt importants els instruments òptics així com altres aspectes visuals que milloren o simplement "fan servir" la capacitat de visió de les persones. En aquest sentit, un recull de tot allò relacionat amb l'òptica i amb la nàutica hauria de facilitar la comprensió dels usos nàutics d’instruments o dispositius coneguts – d’ús general o específic- amb detalls difícils de tractar en els articles particulars. L'article pot incloure tots els aspectes i sistemes importants en la navegació basats o relacionats amb l'òptica.

## Instruments[1]

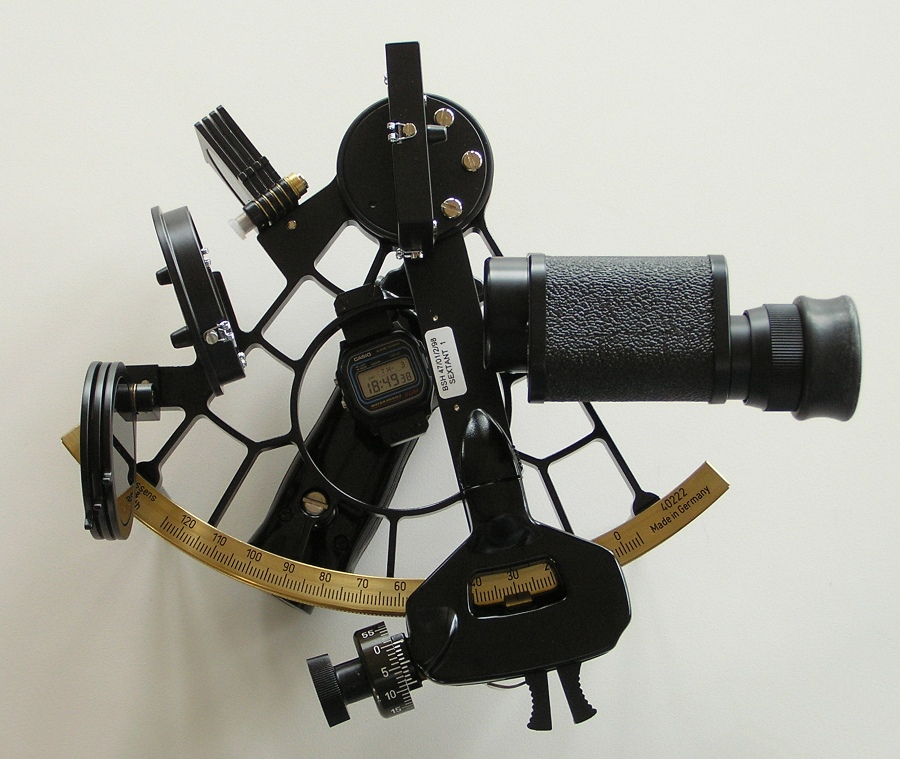
Sextant Cassens&Platz (RFA).

Els primers navegants no usaren instruments. Només podien fer servir la vista, l’oïda i els altres sentits. Un dels documents més antics que fa referència a un instrument per a mesurar la latitud és la narració del viatge de Píteas de Massalia, que va indicar diverses latituds dels llocs que va visitar. Aparentment aquest instrument era un gnòmon.
En el segle xv, en l'era de les exploracions, els vaixells navegaven per estima. S’orientaven amb la brúixola, mesuraven hores amb ampolletes i les altures dels astres amb astrolabis. Els primers tractats de navegació parlaven d’aquests instruments i de les cartes de navegar (vegeu Tractats_de_navegació). Posteriorment es publicaren obres especialitzades en instruments científics en general i de navegació en particular.
Els diversos instruments usats en la navegació al llarg del temps poden classificar-se de diverses maneres. Un mateix instrument pot ser, a la vegada, de mesura, òptic i nàutic. Per exemple un sextant.

### Lectura de la mesura

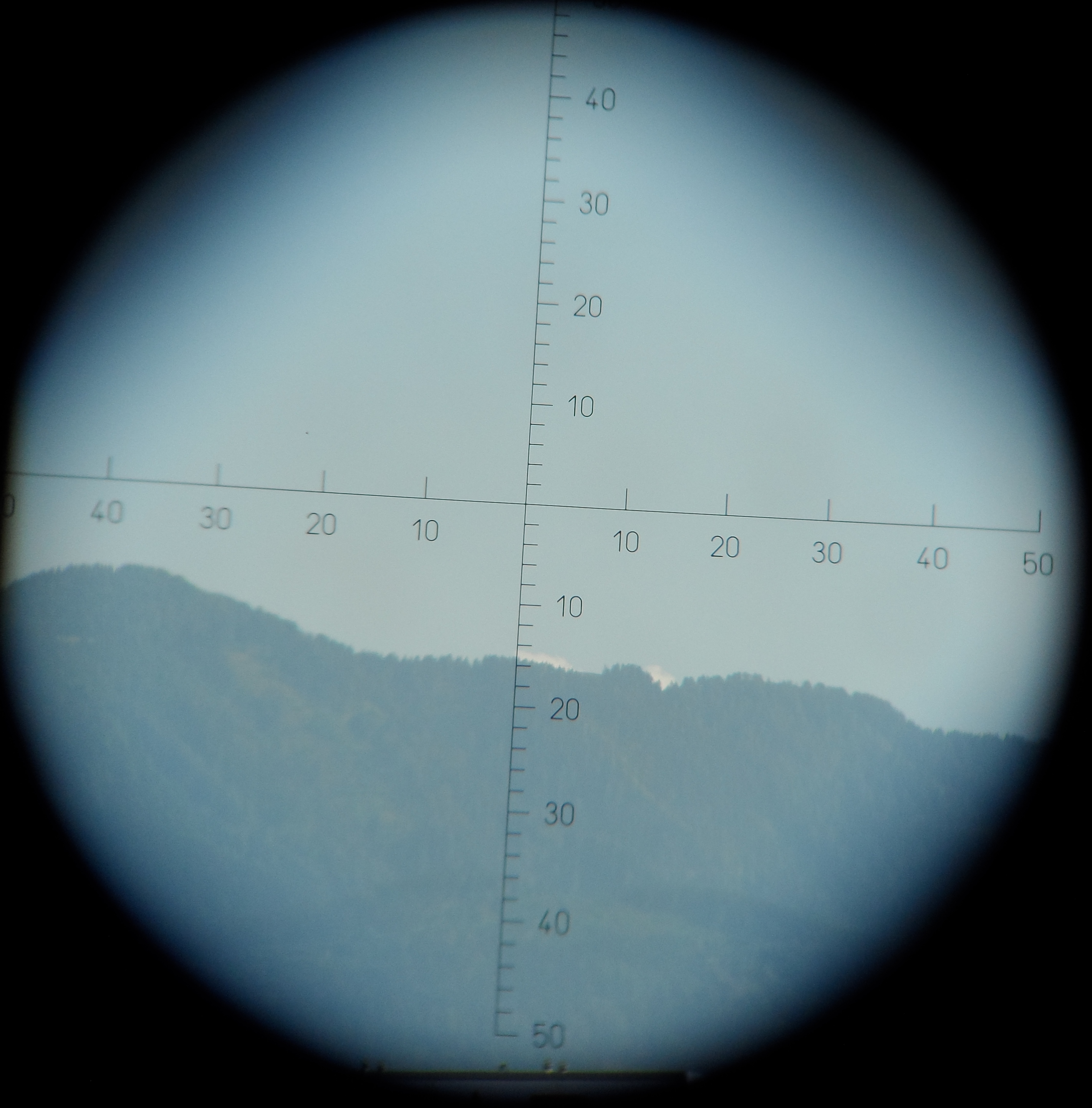
Retícula graduada.

El fet de llegir la mesura d’un instrument (directament, en una graduació, en una pantalla o en un indicador) implica la presència de llum i de la vista d’un observador. Així, la lectura d’una ampolleta de sorra faria possible classificar aquest instrument com un instrument òptic. Potser en sentit ampli, però depenent d’unes propietats òptiques: la transparència necessària del vidre, l’opacitat de la sorra, la llum imprescindible per a la consulta i la capacitat visual de la persona que verifica. Sobre un cronòmetre de marina podrien fer-se consideracions semblants.
En conclusió: en aquest article seran classificats com a instruments òptics gairebé tots els instruments nàutics. D’acord amb l'exposició anterior.

### Dispositius i accessoris
Hi ha alguns dispositius i accessoris que, tot i que no poden classificar-se com a instruments, per la seva utilitat en la navegació (referida al desplaçament físic del vaixell o a la seva posició geogràfica) és convenient tractar-los en la present monografia.

### Sistemes complementaris amb aspectes òptics
La seguretat del vaixell (llums de posició, marques, balises…), les comunicacions a distància (banderes, semàfor, morse i similars) i altres aspectes susceptibles de ser tractats en el sentit indicat en l’apartat anterior, seran considerats en seccions corresponents.

## Descobriments associats

### Esfericitat de la Terra

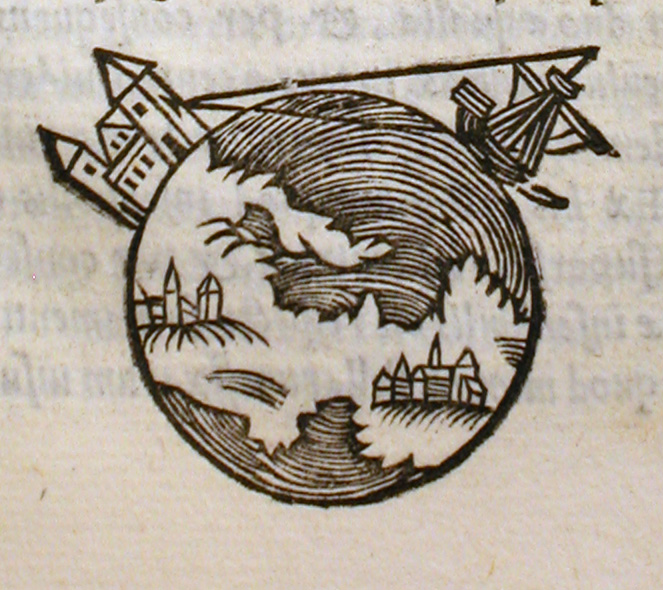
Dibuix d'una edició de 1550 de "De sphaera mundi", el llibre d'astronomia més influent del.

Una de les demostracions de la curvatura de la Terra és el fet, prou conegut des molt antic, que la part més alta de l’arbre d’un vaixell es continua veient quan la part més baixa de la nau desapareix per sota de l'horitzó (Vegeu imatge).

### Previsió meteorològica
Els antics navegants depenien de l'estat de la mar de manera dramàtica. No és estrany que hi hagi documents que parlen del pronòstic del temps a partir de senyals observats i conservats en la memòria dels mariners experimentats.

#### Documents
- 1229. El 5 de setembre salpa l'estol de Jaume el Conqueridor amb destinació a Mallorca. En una temporada no gaire apta per a navegar. Primer una ventada (que feia que les onades escombressin la coberta de la galera del rei) i després una tempesta destorbarien la travessa.[9][10][11]

| «                                                                                        | No m'asaut de aquella nuu que veig de part de vent de Proença No me’n refio d'aquell núvol que veig de part del vent de Provença | » |
| — Paraules de Berenguer Gayran, còmit de la galera del rei. Llibre dels fets Capítol 57. | |   |

| «                                        | Nubes secundum colores quos habent signantes ventos: sicut nubes rubea signat orientalem ventum & si habuerit colorem aureum, signat ventum meridianum: & si habuerit colorem album, signat ventum septentrionalem & si habuerit colorem nigrum, signat ventum occidentalem. Nubes vero quandoque est composita ex pluribus coloribus: & tunc signat mixtionem ventorum: & secundum quod est magis de uno colore quam de alio, signat magis unum ventum, quam alium... El color dels núvols indica els vents; núvols vermells indiquen vent de llevant; si són daurats assenyalen vent del sud; si el seu color és blanc indiquen vent del nord; si són negres indiquen vent de ponent. Si són de colors barrejats indiquen vents mesclats, el color predominant assenyala el vent més probable... | » |
| — Ramon Llull. De navigatione, Cap. CXL. | |   |

- Benedetto Cotrugli fou autor d'un llibre de navegació (“De navigatione”; Nàpols 1464) que no es va arribar a publicar, però que es conserva en forma de manuscrit. Es tracta d'una obra que pot consultar-se en una transcripció digitalitzada a cura de Piero Falchetta . També el manuscrit original pot llegir-se de franc (Manuscrit Beinecke MS 557, Yale University Library, Beinecke Rare Book and Manuscript Library).

Pel que fa al pronòstic meteorològic, l’obra de Cotrugli informa sobre les opinions d’alguns autors clàssics sobre el tema. Esmenta també alguns meteors. Benedetto Cotrugli no facilita cap resum útil i pràctic per als navegabts reals.

#### Baròmetre,barògraf,barociclonòmetre[13]
Les previsions meteorològiques a bord d’un vaixell depengueren durant molts anys de la mesura de la pressió, de la seva variació i altres variables associades. A partir de les comunicacions per radio a l’abast de tothom és preferible basar-se en informacions fiables rebudes des de l'exterior.
Un fet notable en el pronòstic i seguiment dels ciclons tropicals és el paper capdavanter de tres meteoròlegs catalans: Benet Viñes, Frederic Faura i Prat i Josep Maria Algué i Sanllehý. Els seus estudis i els instruments que inventaren salvaren les vides de milers de persones.

### Fenòmens meteorològics
Alguns meteors, sense ser exclusius de la navegació, han estat especialment observats i descrits en relació amb els vaixells: foc de Sant Elm, tromba marina, raig verd, miratge, fata morgana…

## Instruments nàutics pròpiament dits
Aquests instruments disposen d'article propi i d'una plantilla de navegació que els recullen en conjunt i adrecen als articles respectius. Alguns instruments poden ser comentats de forma particular.

### Anemòmetre
En els velers un anemòmetre mesura la velocitat del vent aparent. Acostuma a anar associat a un
indicador de vent aparent.

### Clinòmetre
En velers petits són habituals els clinòmetres senzills que indiquen l'angle d'escora del vaixell. Es munten en una mampara perpendicular a l'eix longitudinal de la nau.

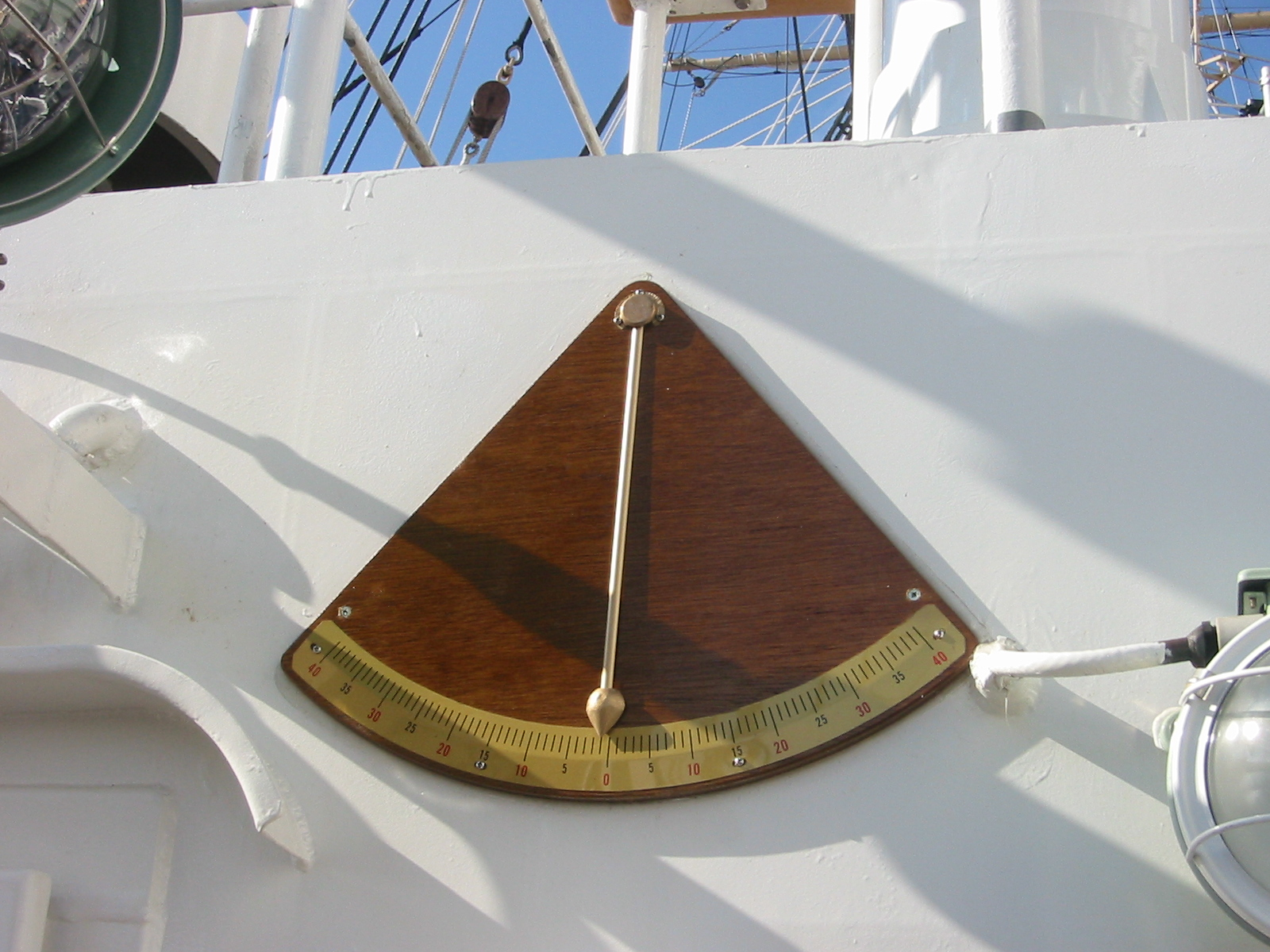
Clinòmetre de pèndola
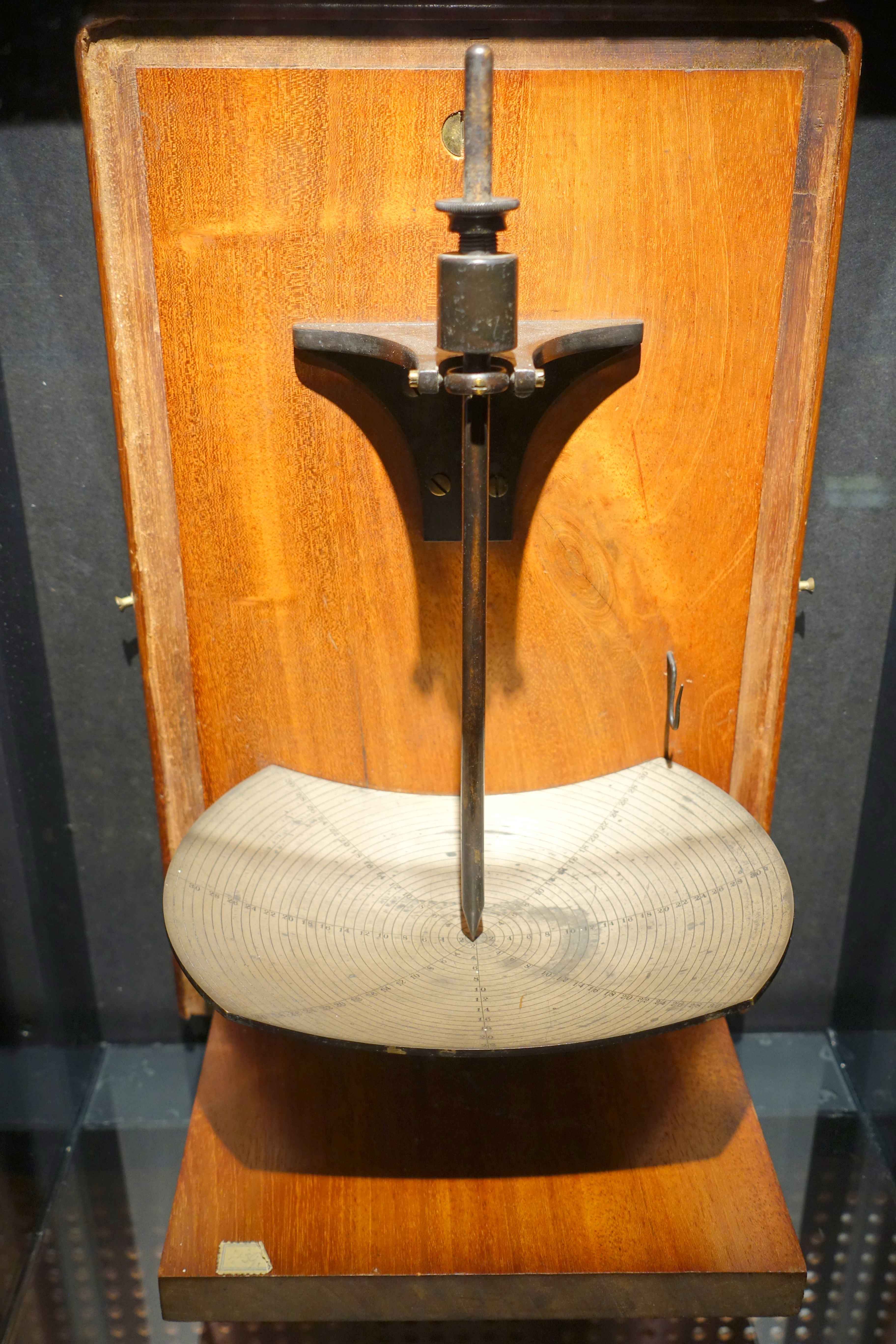
Clinòmetre tridireccional d’un submarí antic. Indica escora i capcineig.

## Visió de les persones
La visió d’una persona que navega ha de ser correcta i és un sentit que cal protegir. Així, cal insistir en la necessitat d’ulleres i lentilles correctores i, eventualment, en l’ús adequat d’ulleres de protecció.
En condicions d’emergència i de pèrdua de les ulleres correctores, la visió pot millorar-se mirant a través d’un forat molt petit.

### Filtres
Les ulleres de sol protegeixen de la radiació solar excessiva i milloren la visió en determinades condicions. Els filtres polaritzats poden millorar molt la visualització de certs detalls (superfície de l’aigua, núvols, ...).
Hi ha ulleres bastant transparents que incorporen un filtre de color groc. Suposadament milloren la visió en cas de boira.

### Protecció física dels ulls
Les projeccions d’aigua a gran velocitat poden afectar els ulls dels navegants. Unes ulleres de protecció amb un sistema de subjecció ferm haurien de solucionar el problema.

### Visió sota l’aigua

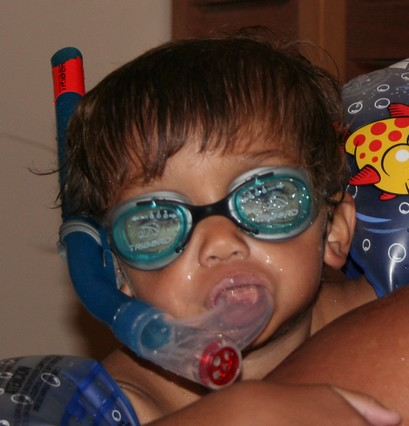
Infant amb ulleres de natació i respirall.

No és infreqüent haver de treballar sota l’aigua: inspeccionant una via d’aigua, tallant un obstacle que bloqueja l’arbre de l’hèlix, ... Aquests casos necessiten una careta de submarinista o unes ulleres d'immersió (i un tub respirador).

### Llum vermella
La llum vermella facilita l'adaptació de la visió nocturna. Els guaites de submarins esperaven trenta minuts amb llum vermella abans d'una guàrdia nocturna. Hi ha opinions contràries sobre aquesta teoria.

## Seguretat

### Mirall de supervivència
Hi ha casos d’emergència que aconsellen demanar ajuda amb senyals òptics a distància. Un petit mirall és un instrument fiable, econòmic i molt efectiu per a la funció esmentada. Hi ha models comercials que es poden adquirir amb facilitat. També són fàcils d’improvisar.

### Elements reflectors i catadiòptrics
Moltes peces de roba nàutica i salvavides incorporen bandes reflectores que les fan més visibles. Especialment de nit o en condicions de poca il·luminació.

### Bengales
Les bengales són un sistema visual d'atraure l'atenció molt efectiu. En molts casos formen part de l'equipament de seguretat obligatori a bord d'un vaixell. Igual podria dir-se de les boies emissores de fum taronja.

## Instruments de llarga vista

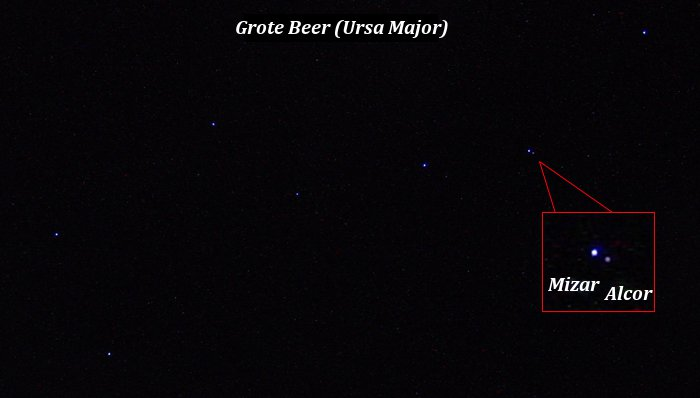
Mizar i Alcor.

La gran importància dels guaites en la navegació és prou coneguda. Segons els àrabs, només aquells mariners que podien veure l'estrella més petita al costat de Mizar (anomenda Alcor, que significa “la prova”) eren aptes per a aquest servei d’observació. Els instruments de llarga vista milloraren la seguretat de la navegació, augmentat les capacitats humanes de visió a distància.

### Ulleres de Galileu
Les ulleres terrestres – de Roget o de Galileu- foren emprades en els vaixells des de la seva aparició. Amb una capacitat d’augments moderada (de l’ordre de 4x), el seu camp de visió és molt petit però la seva lluminositat és alta.
La filmografia sobre pirates i batalles navals ha popularitzat les ulleres llarga vista de grans dimensions amb muntura telescòpica de llautó. Des de fa molts anys el seu ús és testimonial.

### Binocles prismàtics

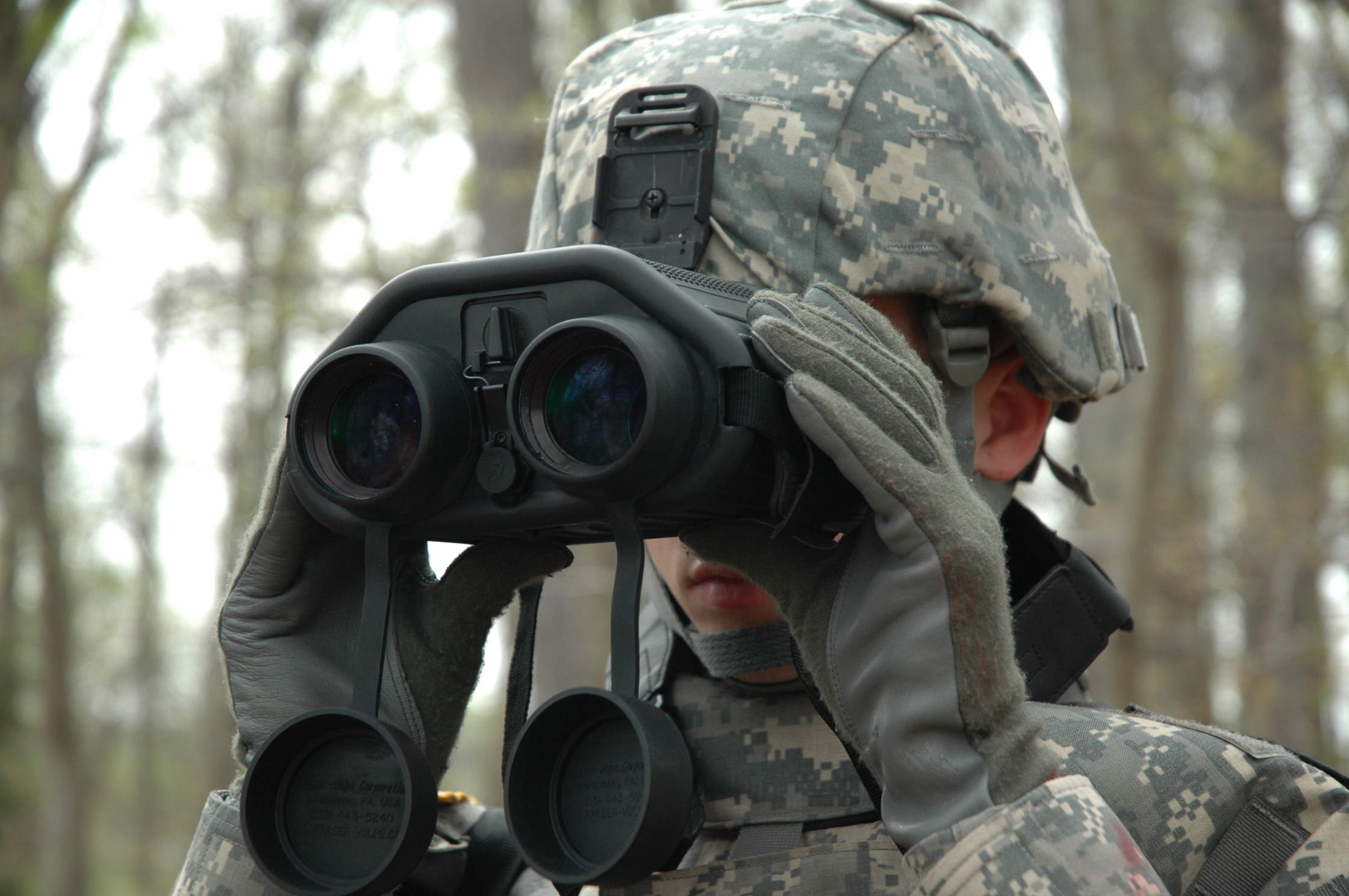
Un soldat de l'exèrcit nord-americà emprant uns binocles estabilitzats M25 (14x40).

Són grans auxiliars de la navegació. Especialment els models de 7x50 i 7x35, resistents a l’aigua i, si és possible, pressuritzats amb nitrògen.
Els grans augments no són útils en un vaixell. El moviment no permet una visió adequada.
Alguns models incorporen reticles especials i/o compàs de marcacions.
A més dels prismàtics de 7x50, la marina de guerra dels Estats Units feia servir dos models de telescopis monoculars: el “officer-of-the-deck spyglass” (10x) i el “quartermaster spyglass” (16x).

#### Binocles d'imatge estabilitzada
Considerant la seguretat i el preu relatiu, els binocles amb sistema d’estabilització poden ser una bona inversió. Els augments pràctics pugen fins a 12x-14x. Pràcticament el doble que els dels binocles sense estabilitzar.

## Monoculars i binocles de visió nocturna
Malgrat el seu preu elevat, els anomenats sistemes de visió nocturna poden fer fàcil la navegació – a vegades impossible- en condicions de foscor extrema.
Hi ha dos sistemes principals: els basats en la foto-multiplicació de la llum existent i els que es basen en una font de raigs infra-roigs i una òptica infra-roja.

## Lupes i similars
La lectura de cartes marines es pot facilitar amb aquests instruments. A més de les lupes convencionals (amb mànec) hi diversos models de lupes Fresnel, construïdes de plàstic transparent molt prim, molt adequades per a la funció indicada. Altres models de lectura són semiesferes de vidre o plàstic que reposen sobre la part que hom vol ampliar.
Per a navegacions nocturnes hi ha lupes amb llum tènue i filtrada que permeten la consulta de la carta a les fosques, evitant enlluernaments innecessaris (provocats per obrir i tancar llums convencionals i sortir a coberta de nit).

## Elements òptics en instruments
En sentit estricte els elements físicament òptics es podrien reduir als que consten de lents, de miralls, de prismes o d’una combinació dels elements anteriors. En rigor però, caldria incloure altres dispositius: filtres, retícules, alidades, graduacions i altres. Pel que fa a la primera classificació, molts instruments consten d’elements estrictament òptics. En cada cas, la descripció de l’instrument, del seu funcionament i del seu ús pràctic determina les parts i aspectes òptics. Sense oblidar la vista de l’usuari.

### Llums de navegació

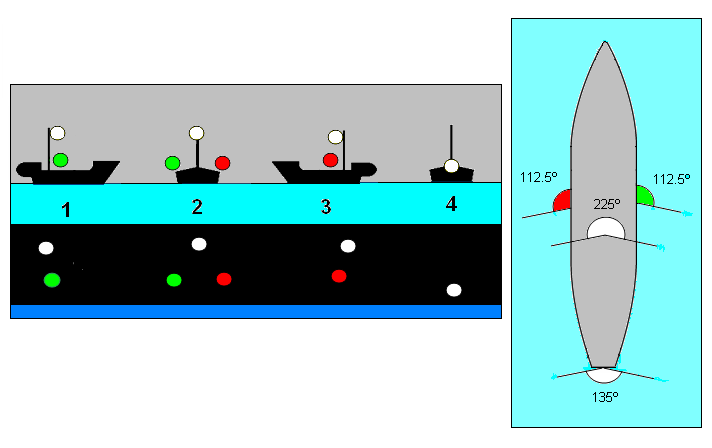
Croquis simplificat dels llums de navegació d'un vaixell.

## Llum i enllumenat

### Llums intermitents
De manera semblant a la dels vehicles terrestres especials (policia, bombers, ambulàncies…), que porten llums rotatius i estroboscòpics per a indicar la seva presència, els vaixells amb funcions anàlogues van equipats amb llums similars per a ser vistos des de l'exterior. Molts vaixells porten llums d’alarma en el seu interior per a indicar estats i zones d’emergència.

### Focus
Els focus lluminosos poden ser útils en determinades ocasions. En alguns casos són imprescindibles (vaixells de policia, guardacostes, bombers, pesquers, ...).

### Llum negra
Alguns iots participant en singladures nocturnes han emprat llum negra i tastavents fosforescents per a ajustar les veles. Segons declaracions el sistema funciona prou bé amb vent moderat i mar plana. No tant amb brises fortes i ones altes.

### Prisma de coberta
Els prismes de coberta proporcionen llum natural en certs espais interiors, sense necessitat de flames ni electricitat. Molt populars en l'època daurada de la vela el seu ús actual és escàs.

### Cúpules transparents
Les cúpules transparents, aproximadament semiesfèriques, troben aplicació en vaixells i submarins.

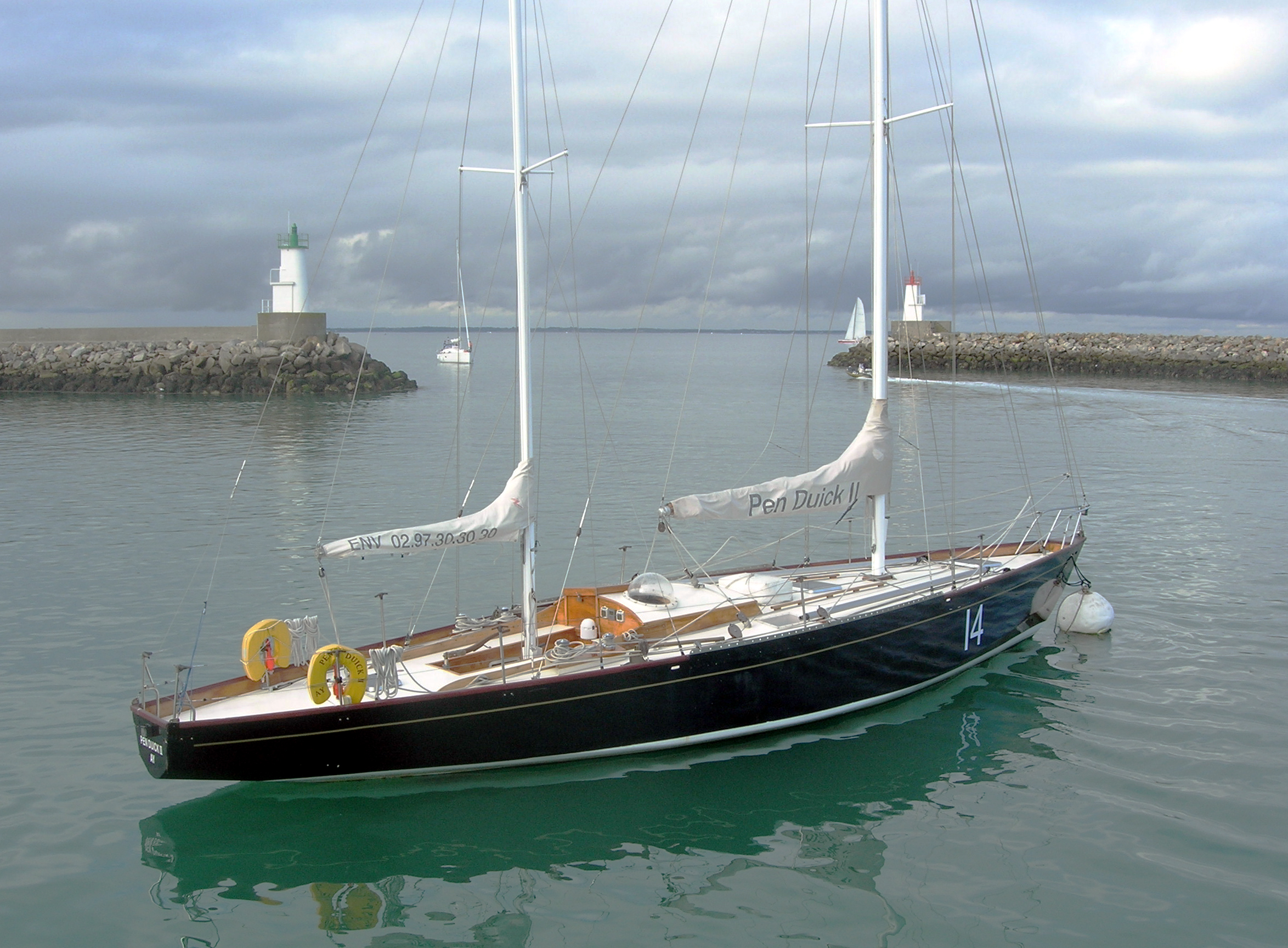
Pen Duick II (amb cúpula al sostre de l'habitacle)
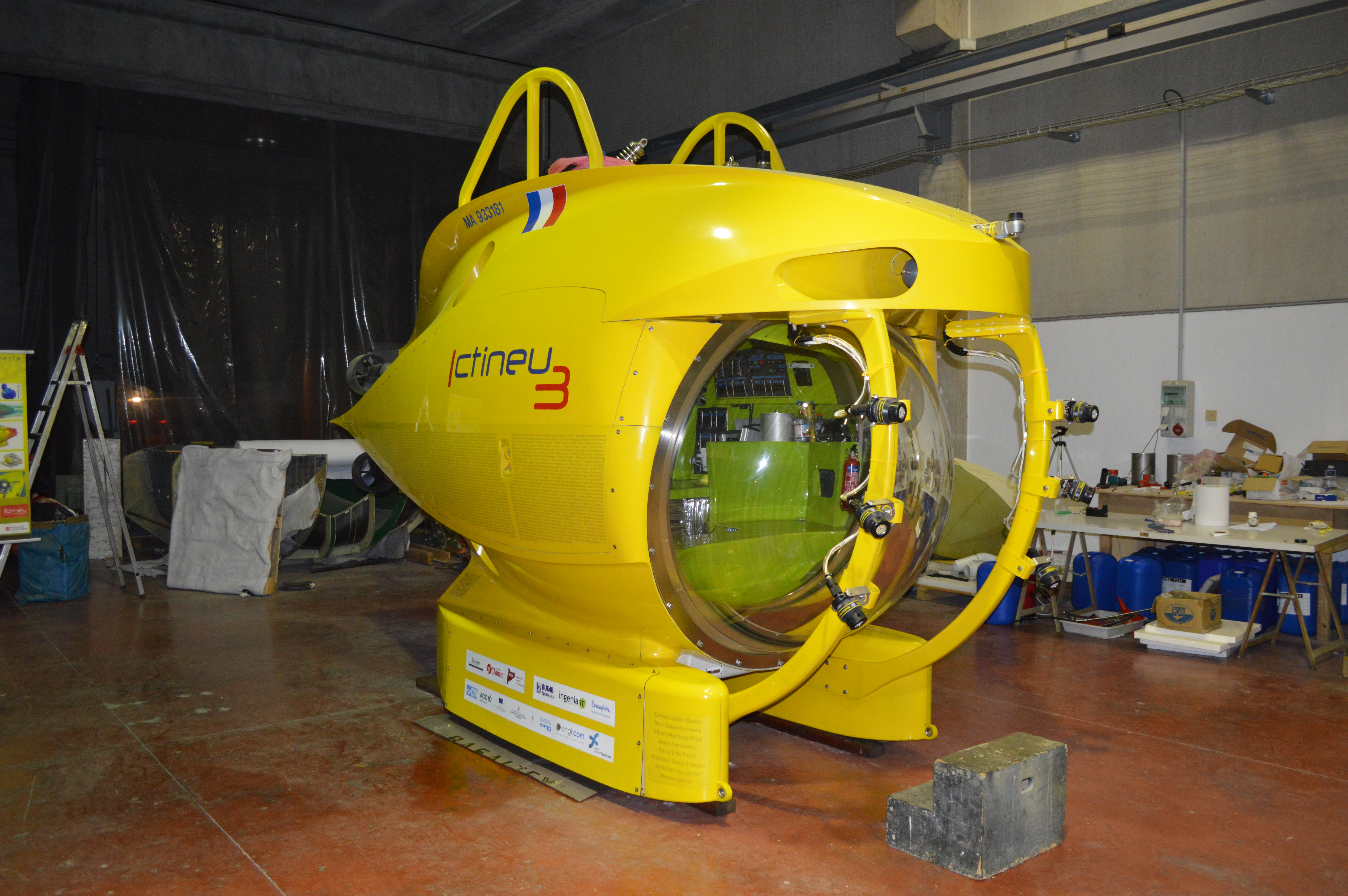
Submarí Ictineu 3

### Pantalles de vista clara
En els vidres del pont de comandament de molts vaixells destaquen uns dispositius circulars que són pantalles de vista clara. El gir del vidre d'aquestes pantalles (unes 1500 rpm) elimina l'aigua i permet una zona de visió clara.

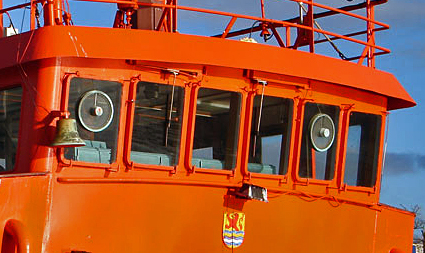
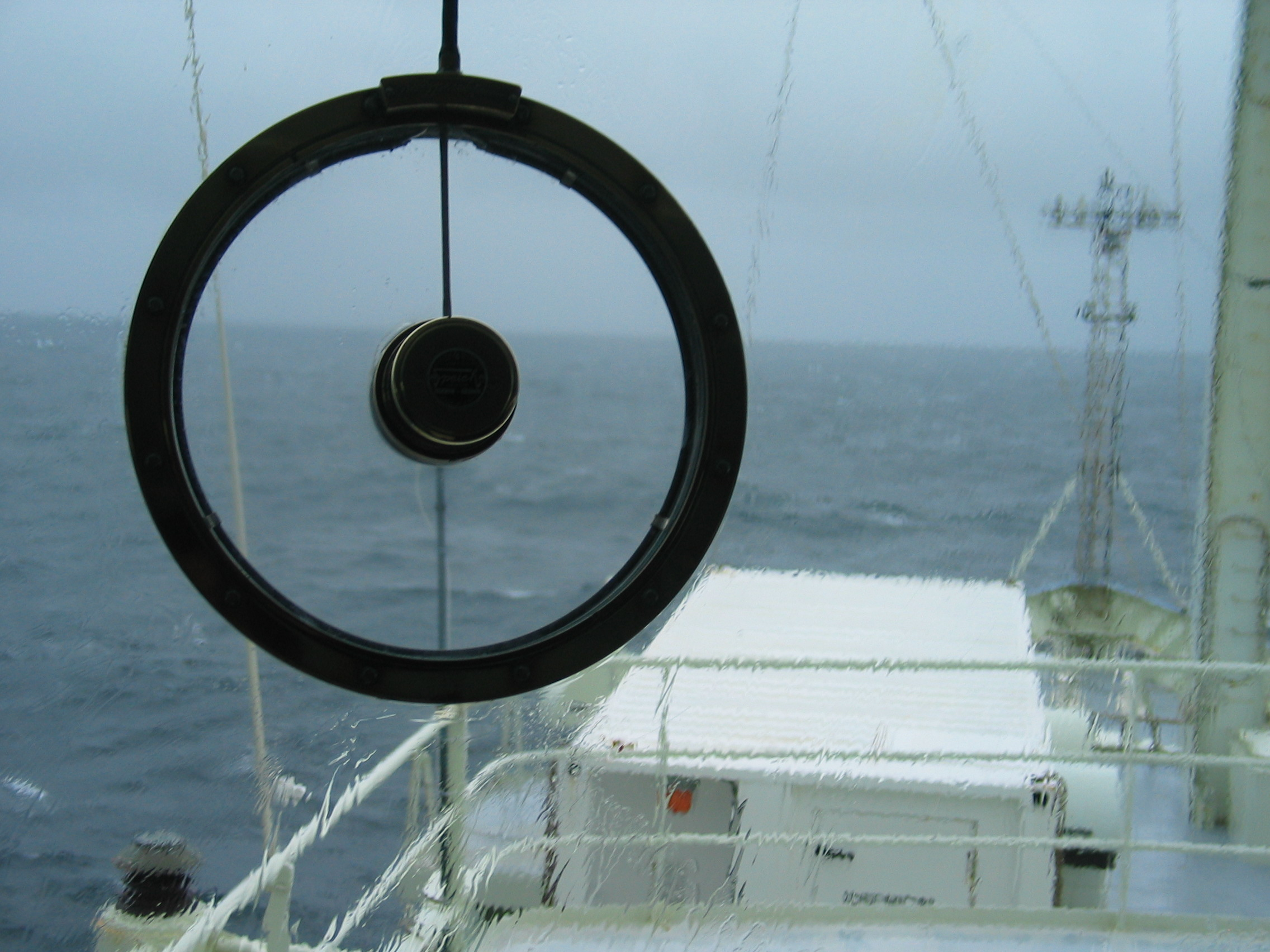

## Instruments militars

### Periscopis
Els periscopis s'associen als submarins convencionals de la primera i la segona guerra mundial. A efectes pràctics cal destacar l'ús de retícules que permetien mesurar les dimensions i la distància de possibles objectius. Molts binocles marins poden incorporar retícules similars.

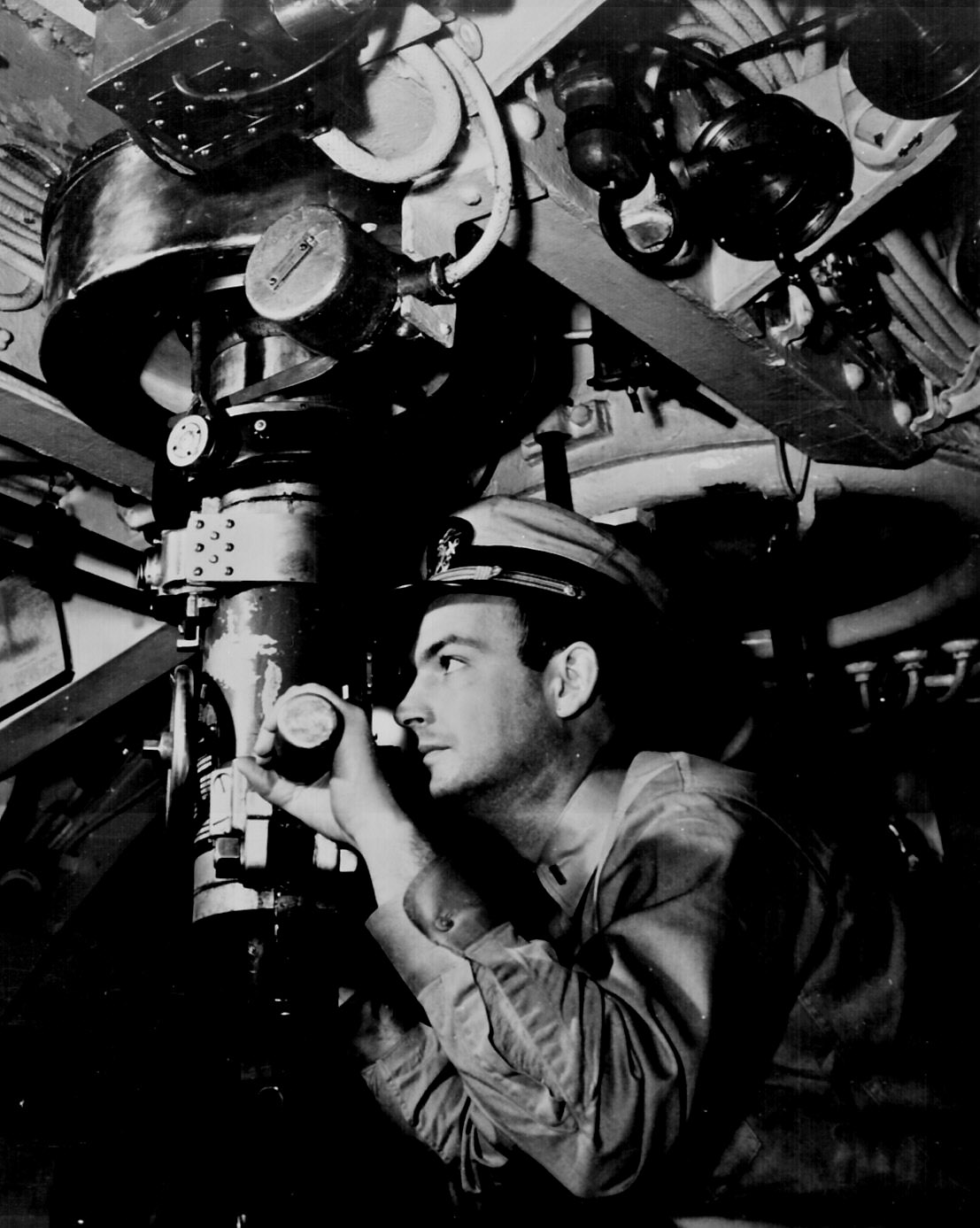
Oficial d’un submarí mirant pel periscopi (ca. 1942)
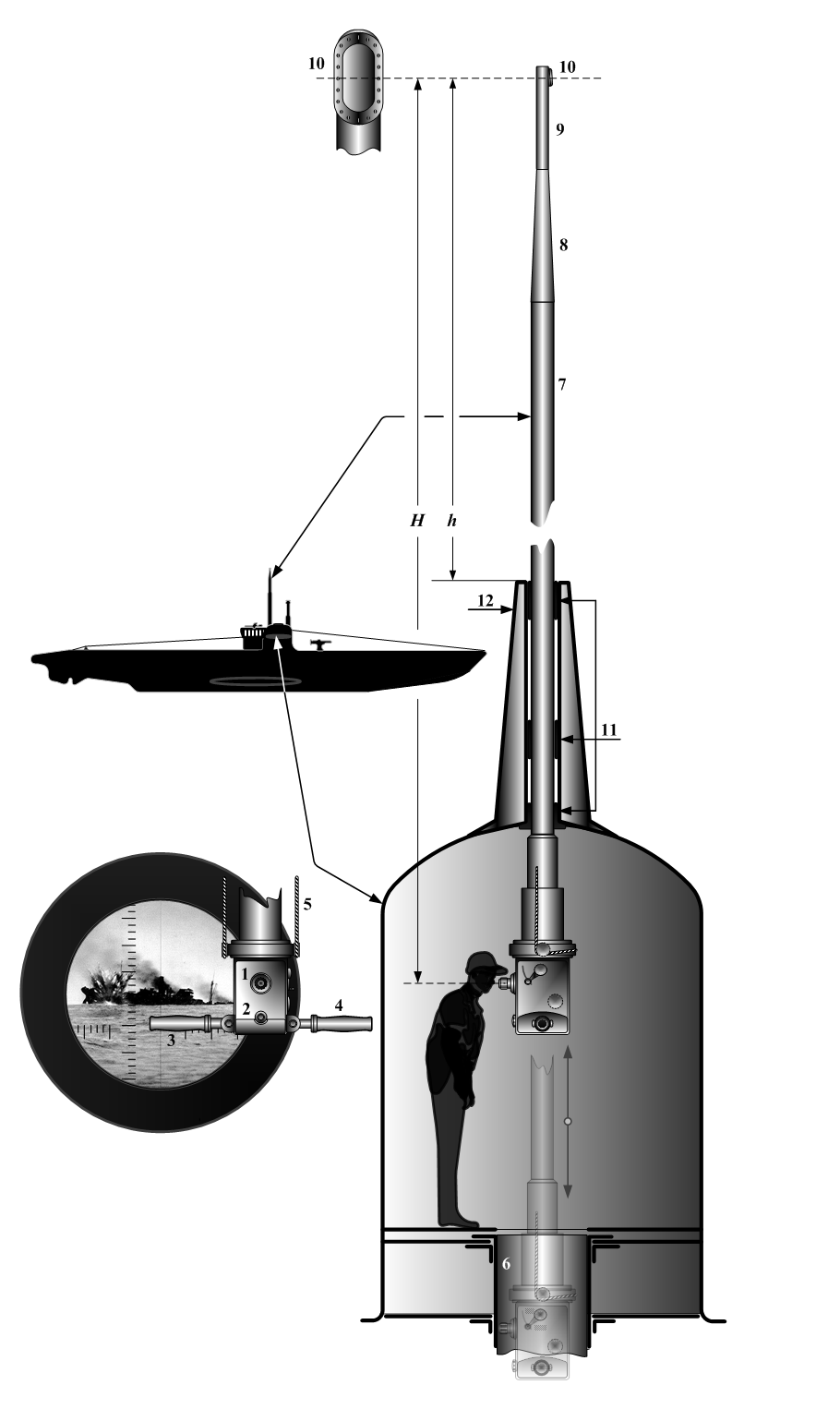
Esquema d'un periscopi
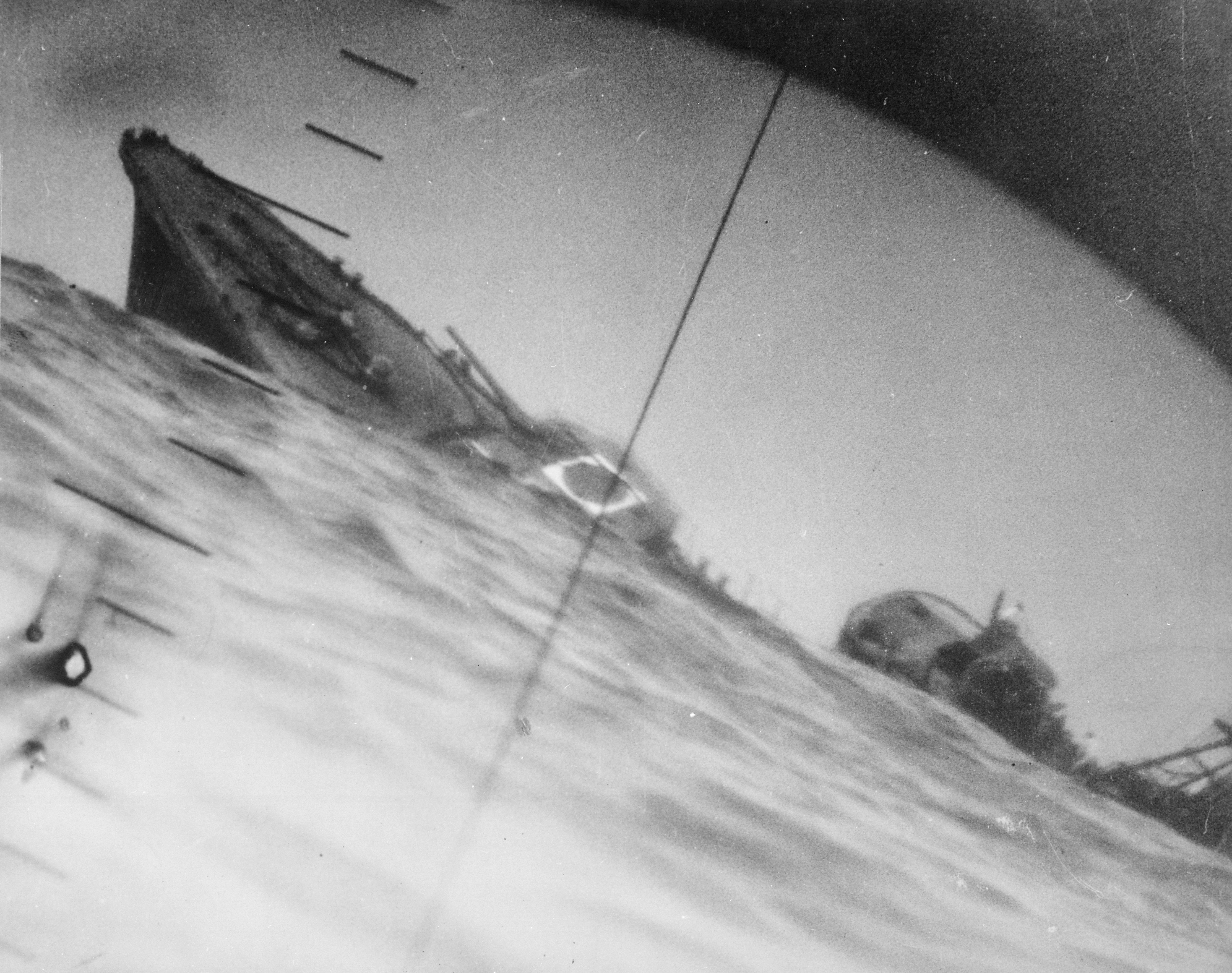
Un destructor japonès torpedinat enfonsant-se, fotografiat des del periscopi del submarí USS Wahoo o l'USS Nautilus, el juny de 1942.

### Telèmetres
Abans de l'aparició del ràdar i, posteriorment, dels telèmetres làser, els telèmetres òptics foren l'instrument habitual per calcular distàncies en topografia i fotografia, així com en els sistemes de punteria per a armes de foc, especialment en artilleria terrestre i naval.

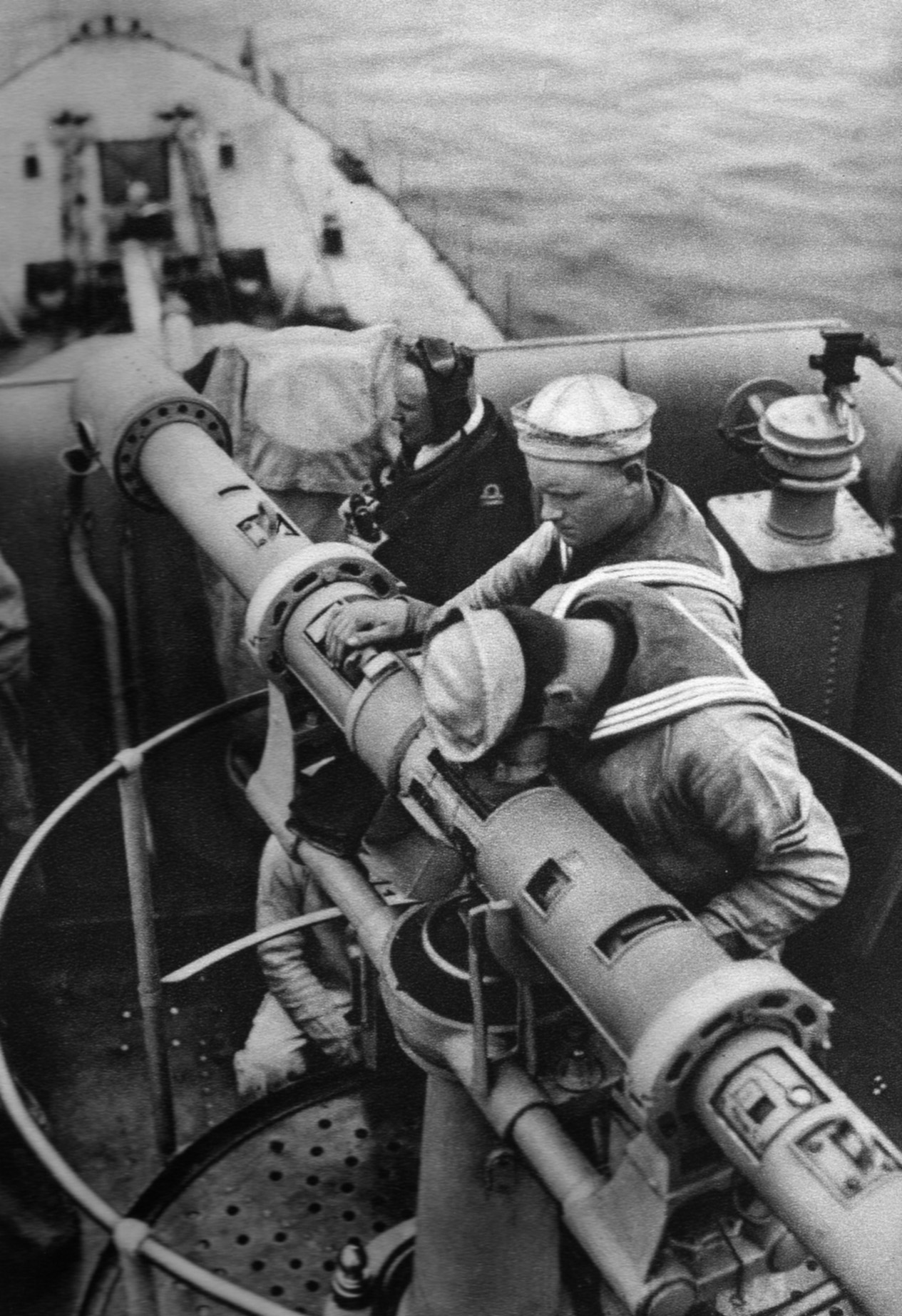
Telèmetre del destructor polonès ORP Wicher (enfonsat el 3 de desembre de 1939)
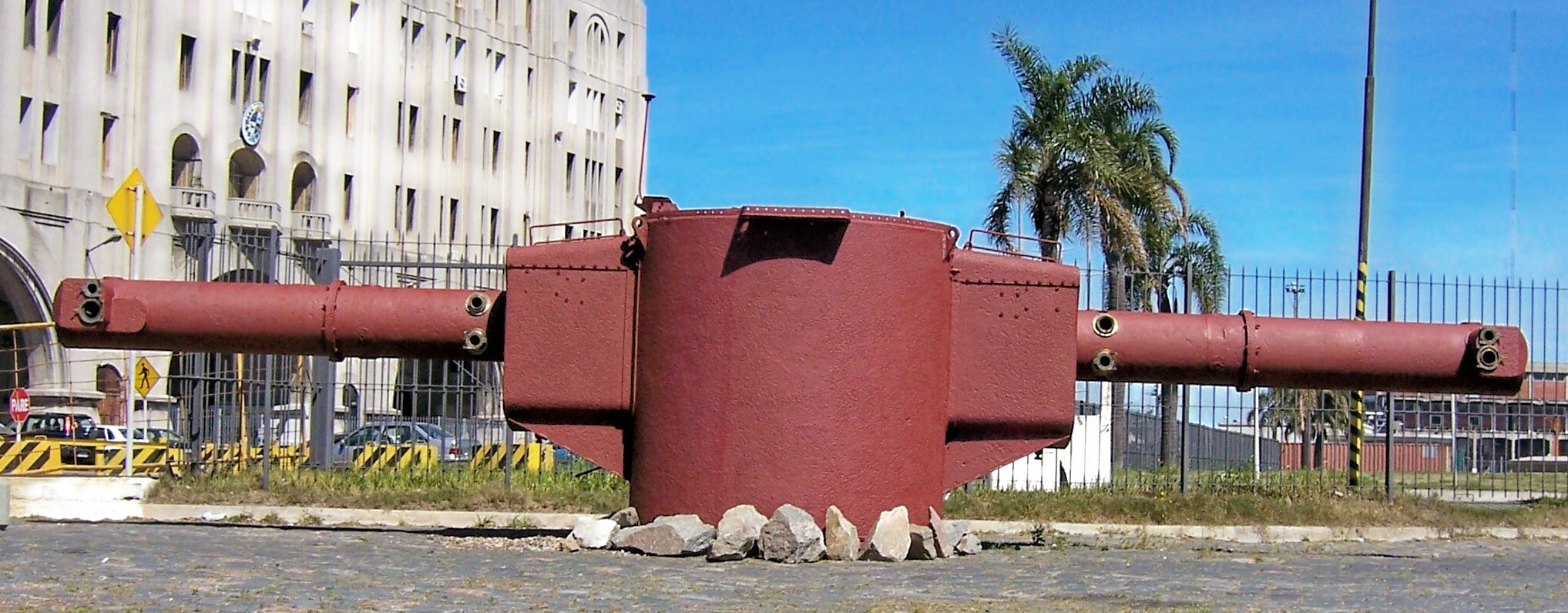
Telèmetre recuperat de l'Admiral Graf Spee

### Sistemes de punteria
Els sistemes de punteria són tan antics com les armes de tir. Foren emprats en màquines de guerra i en ballestes manuals. L’arribada de les armes de foc i els canons d’artilleria feu evolucionar els antics sistemes d’apuntar. Alguns dispositius militars foren adaptats a la vida civil i a alguns instruments científics.
Entre els sistemes de punteria naval de tipus directe es poden destacar els de canons i metralladores antiaèries.

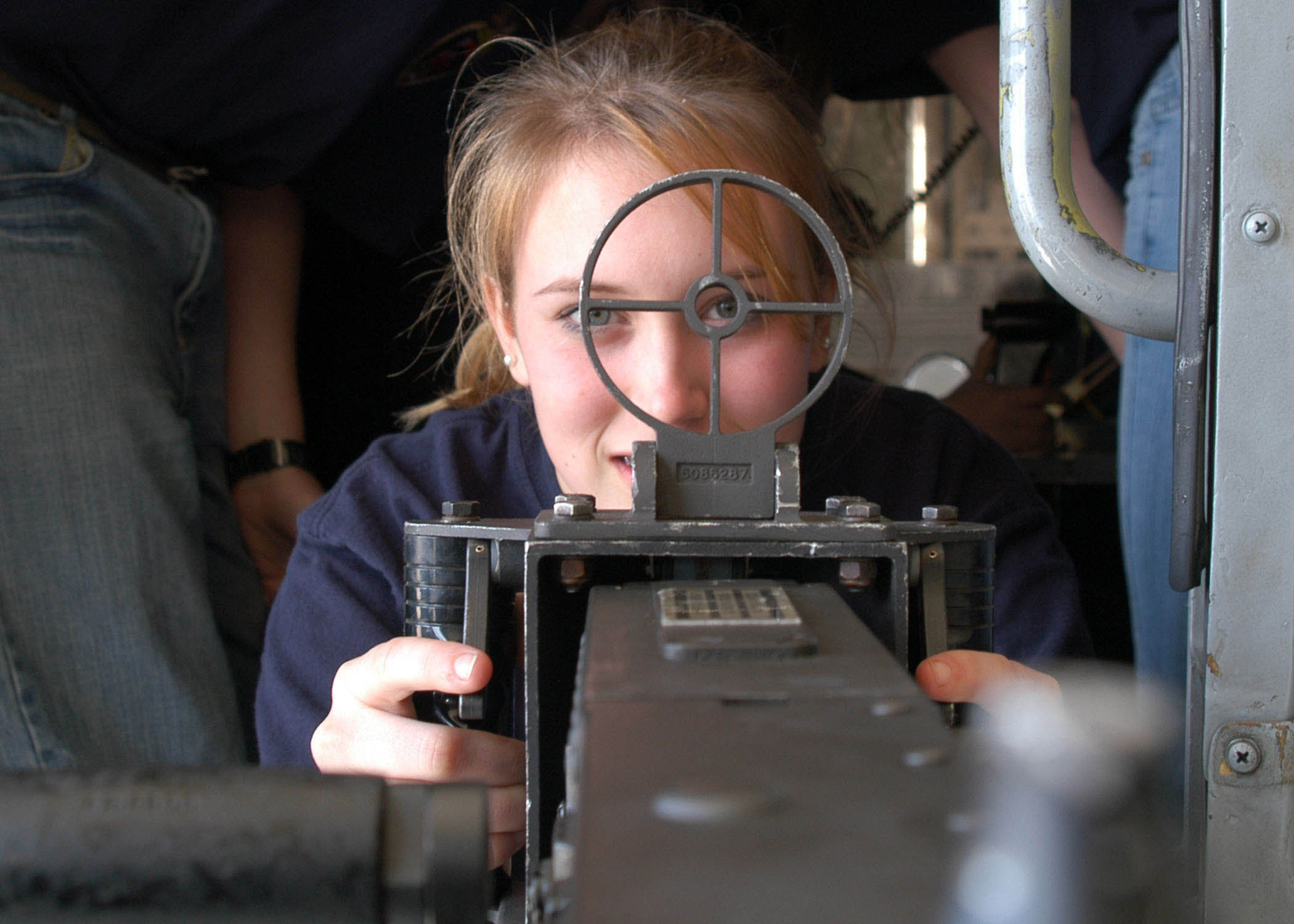
Cadet apuntant per la mira d'una metralladora
Animació que mostra l'absència d'error de paral·laxi per culpa de l'observador

### Reflectors de senyals
Els reflectors o projectors de senyals Aldis foren molt usats en la Segona Guerra Mundial. Generalment empraven el codi Morse.

## Sistemes òptics de telecomunicacions

### Història
És ben cert que des dels inicis de la història l'ésser humà s'ha servit de mitjans òptics per transmetre missatges a gran velocitat. Ja a l'Orestíada, Èsquil narra com Agamèmnon envia notícies de la derrota de Troia al seu palau llunyà mitjançant fogueres (al final de la guerra de Troia). A finals del segle XIV, Pere el Cerimoniós usa un sistema de fumades per comunicar moviments de flotes o exèrcits enemics a les seves pròpies tropes, i Enric III de Castella envia un missatge des de Toro a Segòvia per anunciar el naixement del seu hereu.
A l'Antiga Xina, soldats que estaven alerta a les torres de la Gran Muralla de la Xina van poder alertar sobre atacs enemics, enviant missatges de fum de torre a torre. Flavi Renat Vegeci en la seva obra Epitome Rei Militaris esmentava, com a cosa habitualment practicada, les comunicacions entre unitats militars separades amb fum de dia i foc de nit. A més a més, són de sobres coneguts els sistemes de senyals de fum utilitzats per algunes tribus de amerindis, o el Tam-Tam de la selva africana.. Els selknam utilitzaven els senyals de fum, tal com registraren els exploradors espanyols i portuguesos durant el segle xvi. L'ètnia ranquel, que habita La Pampa (Argentina), també l'utilitzava. A la conca del riu Cachapoal la població rural l'utilitza.

L'any 2020, els arqueòlegs japonesos van descobrir a Takatori les restes d'una instal·lació destinada a emetre senyals per foc o fum, que formava part d'una xarxa de senyalització creada al segle VII entre Kyushu i Asuka, esmentat al "Nihon Shoki".No obstant això, aquests sistemes de comunicació visual no es poden considerar tècnicament com a telegrafia òptica per no conformar un sistema unificat amb unes regles homogènies i regularitzades. Això va començar a ser una realitat a finals del segle xvii amb Chappe a París.

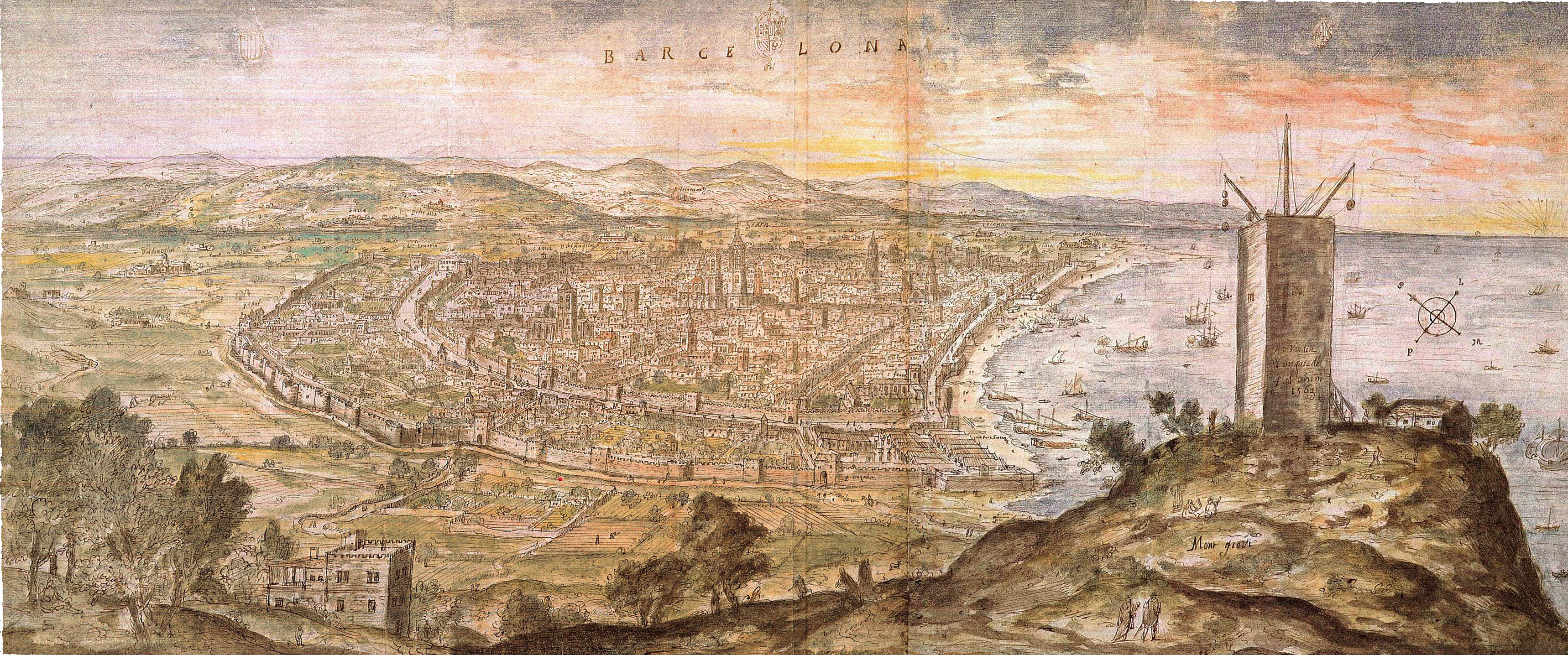
Vista de Barcelona del 1563. Amb la torre de senyals destacada.

### Torres de guaita
Les torres de guaita tingueren una gran importància en la Mediterrània. Calia vigilar per avisar del moviment dels vaixells i determinar si eren forces amigues i enemigues.
Un document de 1468 relaciona una torre de vigilància amb un possible telescopi. Antoni Paluzie i Borrell va escriure (en un article publicat per Frederic Armenter al Boletín de la Sociedad astronómica de Barcelona) que: l’any 1468, «Els guaites de la badia d'Alcúdia observaren tres naus en la via de Barcelona», amb l'ajuda de vidres». Els vidres esmentats podrien ser lents convergents: telescopis d'una sola lent.

### Torres de senyals

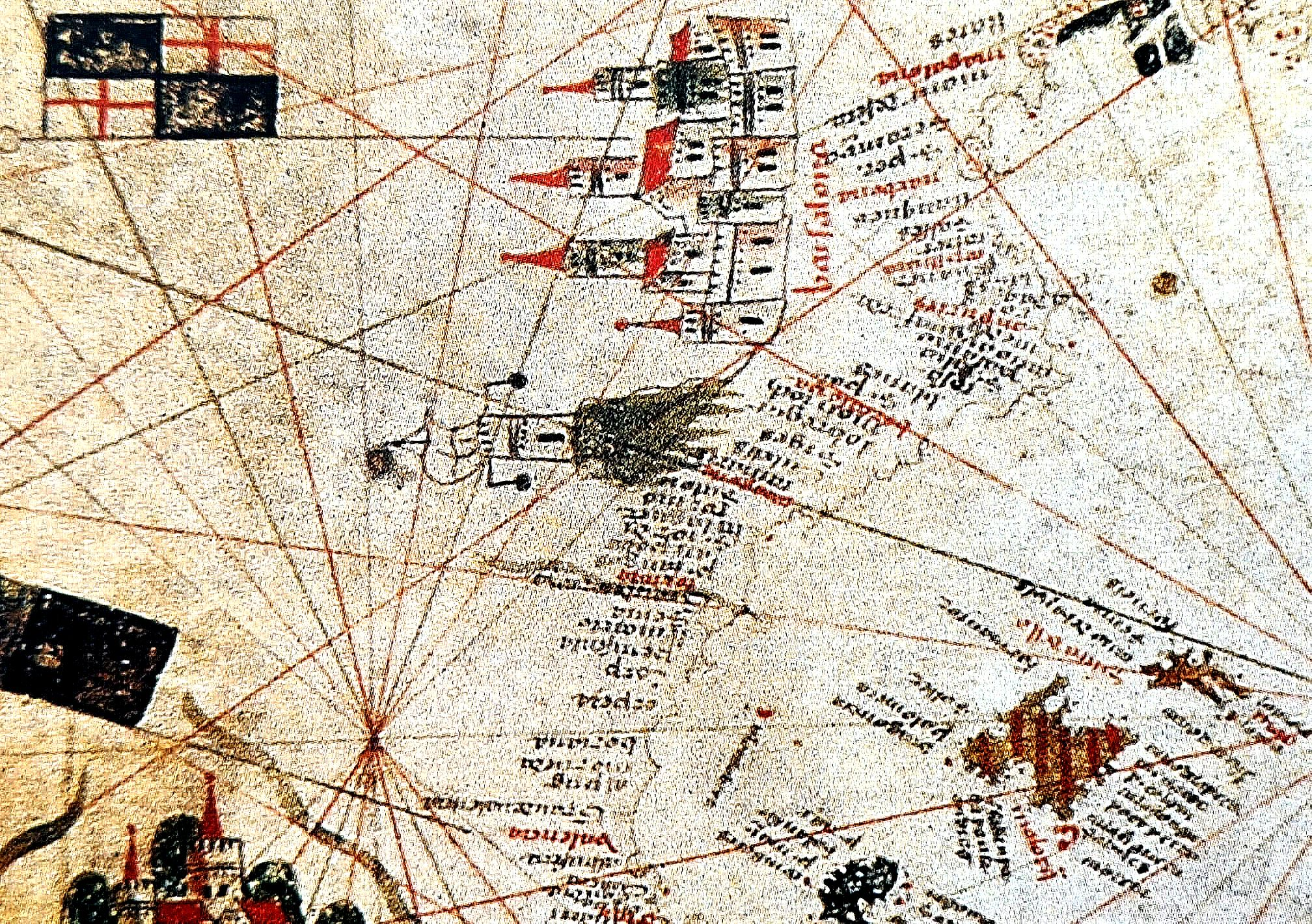
Mapa de 1449 de Gabriel Vallseca. Vegeu Barcelona i la torre de senyals de Montjuïc, semblant al de Prunes de 1563.o els.Olives-1560-68

Moltes torres de guaita disposaven de codis de senyals, amb llums i fogueres, i banderes i altres signes. Els llargavistes, en permetre la identificació dels senyals a gran distància, potenciaren aquest sistema de comunicació milenari. Una de les torres de senyals més antigues (entre les documentades) fou la de Montjuic.
Les torres de senyals medievals de Gènova, Barcelona i, probablement, Venècia i Pisa foren precursores oblidades de la Telegrafia òptica. En el cas de Barcelona s'utilitzaven tres pals on eren hissades boles negres (anomenades "poms") segons un codi determinat.
Entre les referències més antigues a la torre de senyals de Barcelona hi ha la seva representació esquemàtica en una de les cartes portolanes de Gabriel de Vallseca (vegeu imatge) i un testimoni escrit pel notari genovès Antonio Gallo sobre un atac genovès a Barcelona, esdevingut el 1466.

### Codis de banderes
- Identificació individual 

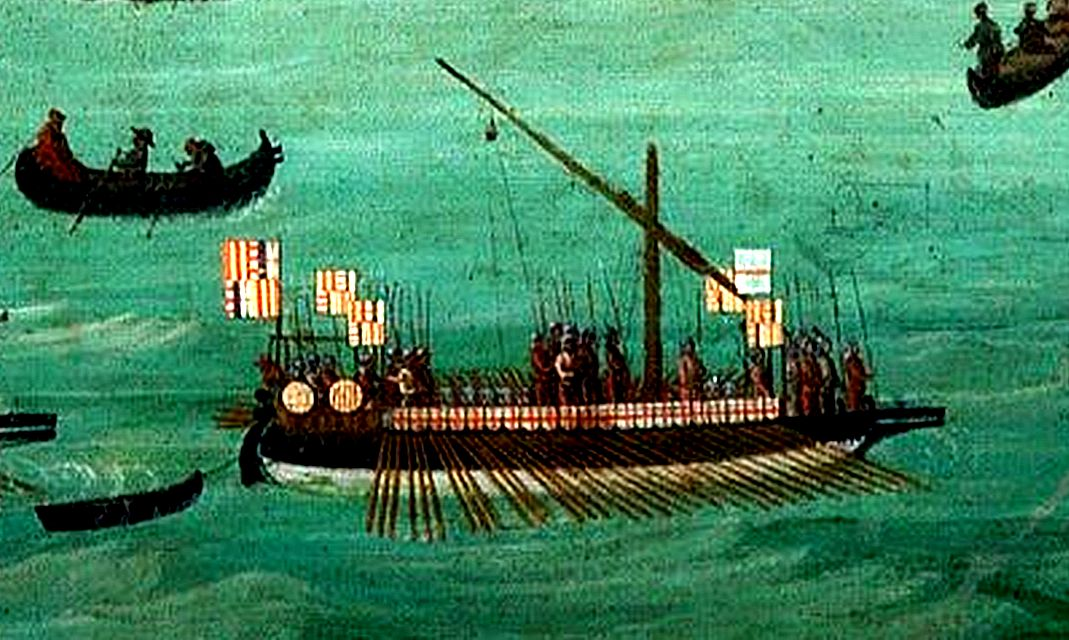
Galera catalana de l'almirall Galceran de Requesens i Joan de Soler amb les seves banderes. Vegeu que remolca la barca de panescalm de la nau.

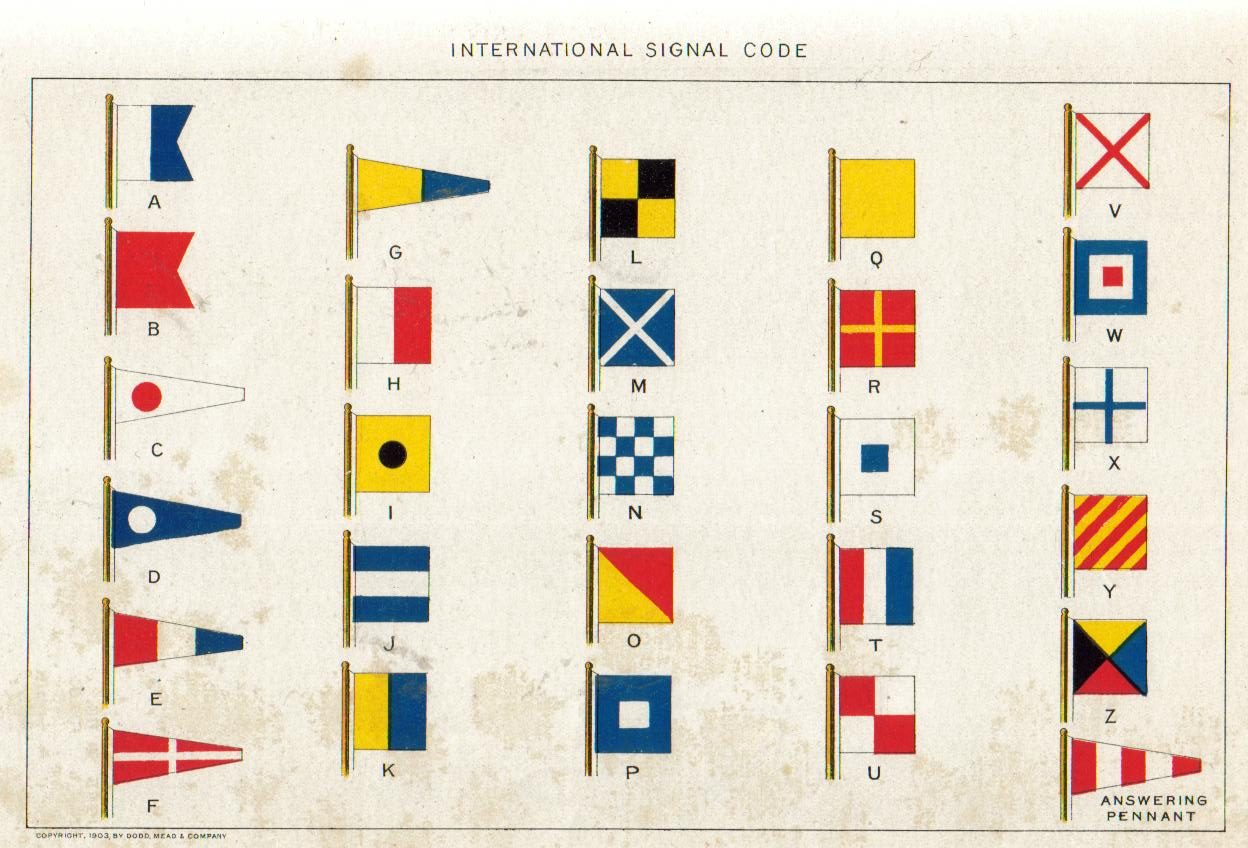
Codi de banderes de 1902.

  - Les banderes i similars (estendarts, gallarets, penons, ...) han estat emprades per a indicar el rang d’un vaixell, la nacionalitat o la dignitat de la persona que comanda. De nit les llanternes o farons feien una funció similar.[72]
- Senyals senzills 
  - Navegant en conserva o en estol hi ha uns quans missatges bàsics que poden indicar-se amb banderes: agrupació de vaixells, atacar, retirada, reunió de comandants, ...[73]
- Senyals i missatges variats
  - En èpoques de combat amb artilleria entre estols de guerra les necessitats de comunicació exigiren codis de banderes més elaborats. Aquests codis, abans dels llenguatges alfabètics, foren possibles amb l’ús dels instruments de llarga-vista.[74][75]

### Fars

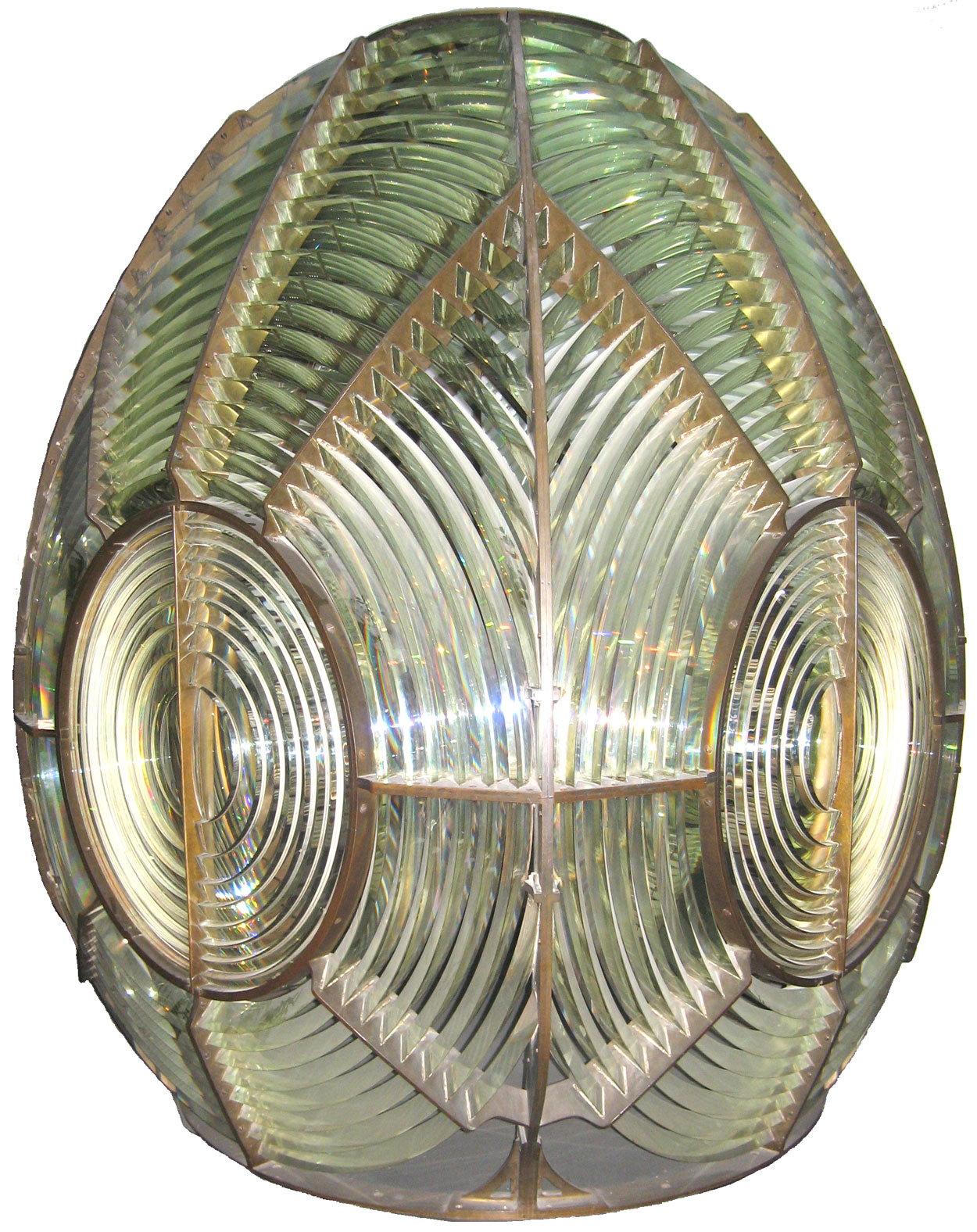
Lent fresnel

## Aspecte exterior dels vaixells
Les embarcacions primitives presentaven l’aspecte del material de construcció original sense pintura ni color artificial. Des de molt antic el descobriment de pigments resistents a l’aigua es va aplicar als vaixells a efectes decoratius i de protecció. Homer esmentava les naus aquees “negres naus de proes vermelles” i “negres naus de proes blaves”. Hi ha documents sobre els colors de les galeres de guerra catalanes.

### Colors de galeres catalanes
Els bucs de les galeres es pintaven de negre o de colors llampants: vermell, verd, blau, groc... Algunes galeres anaven decorades amb luxe.
- Pere el Gran encarrega a Ramon Marquet la pintura de barques i galeres, en diversos colors.[77]

| «                                                       | Petrus Dei gratia, Rex Aragonum, fideli suo Raymundo Marcheti salutem et gratiam : Manam vos que fasats pintar les Galees et les Barches de les Galees so es á saber; les dues Galees blanques et dues bermeles, et dues grogues, et dues berts, et dues blaves, et dues seyal de Barchelona, e puys sobre tot lo pint aya Escuts Reyals en cascuna Galea et Barca. En cara manam que la Nau que fo den Vilar et una Barcha de Sanert que hom hi fassa sien pintes á senyal Reyal... | » |
| — Marina Espanola de la Edad Media. F. Javier de Salas. | |   |

- Galeres valencianes de Joan el Caçador.[78]

| «                                                         | De les grosses, la Santa María, s'ha d'aparellar pel Sant Pare, y mana que's faça en l'escandelar, axí bella cambra com se pertany, la qual sia pintada ab l'escandalar ensemps de vermell als costats e quey sien fets cayrons Reyals ab fulla dor segons ques mereix e que la cuberta sia dazur ab estels de fulla daur axí be com fer se pusca; la popa de la qual sia tota vermella e que la fornescats de totes altres coses quey sien necessaries ... Així mateix vos manam que l'altra galea grossa apellada Sent Johan, sia pintáda de vert, axí com l'altra dessús deu esser vermella e quey sia aytal diferencia que so que seria d'or en aquella ultra les armes Reyals sia dargent en aquesta, en la qual montará nostra cunyat lo Cardenal de Terovana… | » |
| — Johan I D'Aragó, pàgina 182. Josep Ma Roca i Franquesa. | |   |

### Les liburnes descrites perVegeci
En una traducció al castellà de Flavius Renatus Vegetius es pot llegir una descripció de les liburnes pirates amb molts detalls interessants. Poden destacar-se, entre d'altres, les següents:
- la costum d'anar completament camuflades (naus, veles i tripulants) amb una pintura de color “verd terrós”
- l'ús de barques auxiliars de molts rems (“falúas” en la traducció castellana ; que en català clàssic seria una barca de panescalm) per a anar d'exploració avançada.

### Camuflatge
L’obra viva dels vaixells militars ha estat pintada amb patrons de camuflatge. Inicialment emprant tonalitats que tendien a dissimilar la silueta del vaixell. Posteriorment, adoptant patrons disruptius que dificultaven la interpretació de les imatges vistes a través de periscopis, telèmetres i telescopis.

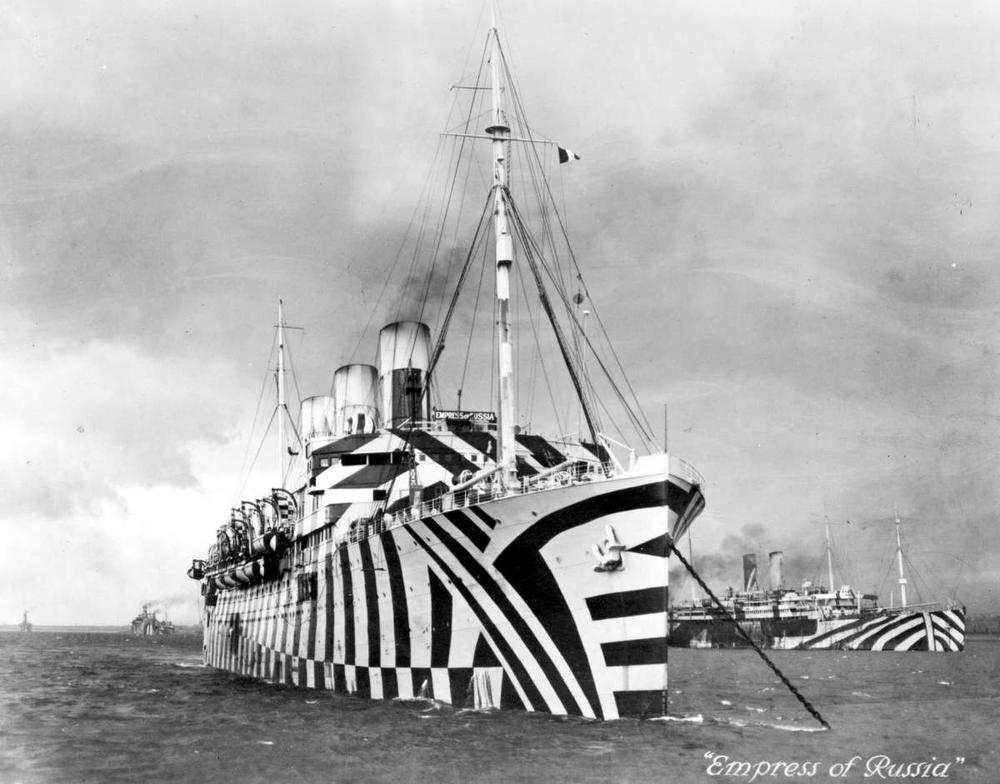
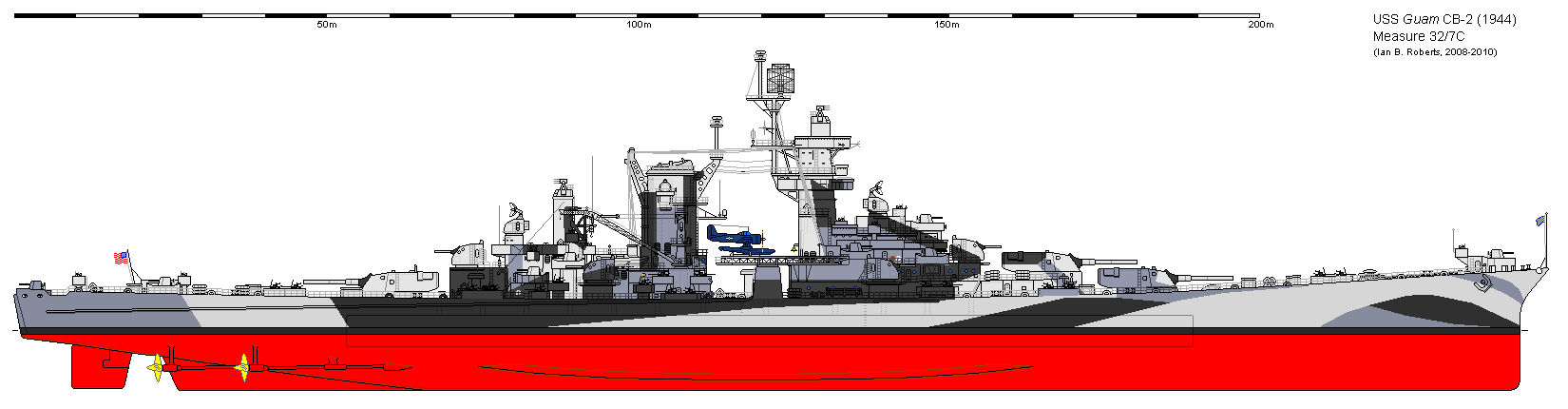
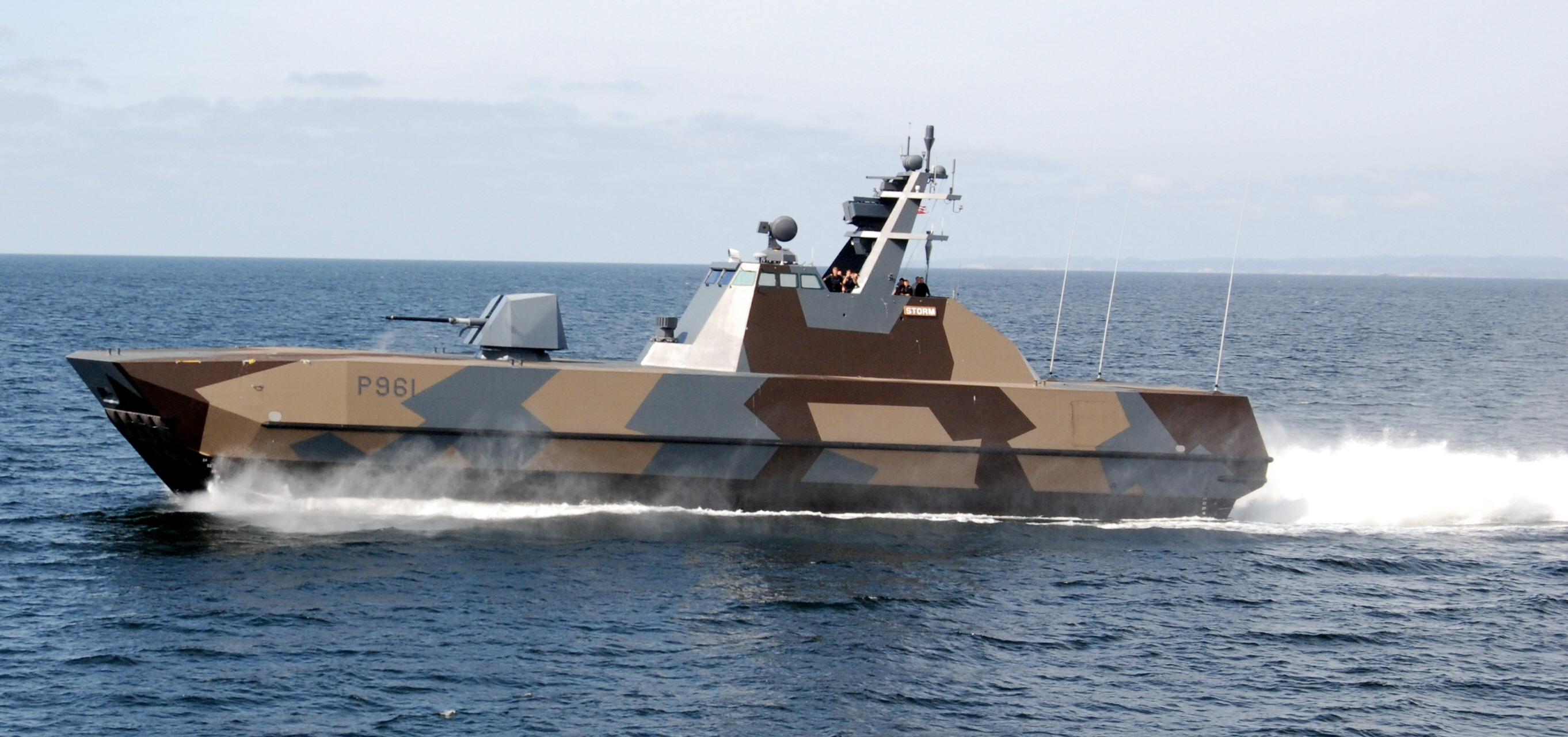

### Ulls pintats
En diverses cultures antigues (grecs, cartaginesos,... etc.) els vaixells mostraven dos ulls pintats a proa: un a cada banda. La tradició es manté a Grècia i a Malta. També hi ha vaixells xinesos i orientals amb dos ulls pintats. Suposadament aquest costum es basava en la creença que una embarcació amb ulls podia seguir el rumb més adequat. No cal dir que, des de fa molts anys, els ulls es pinten com una tradició decorativa i simpàtica.

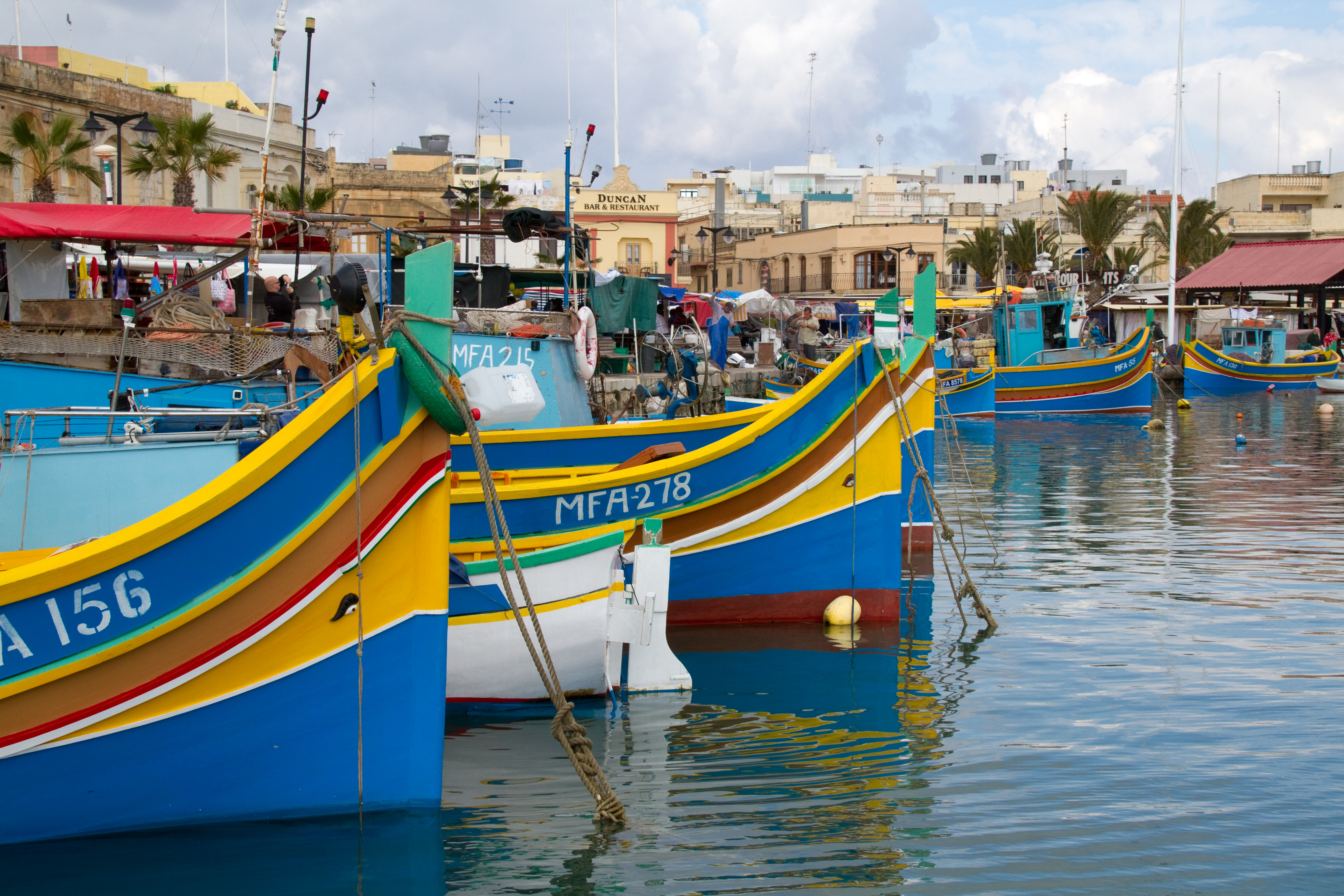
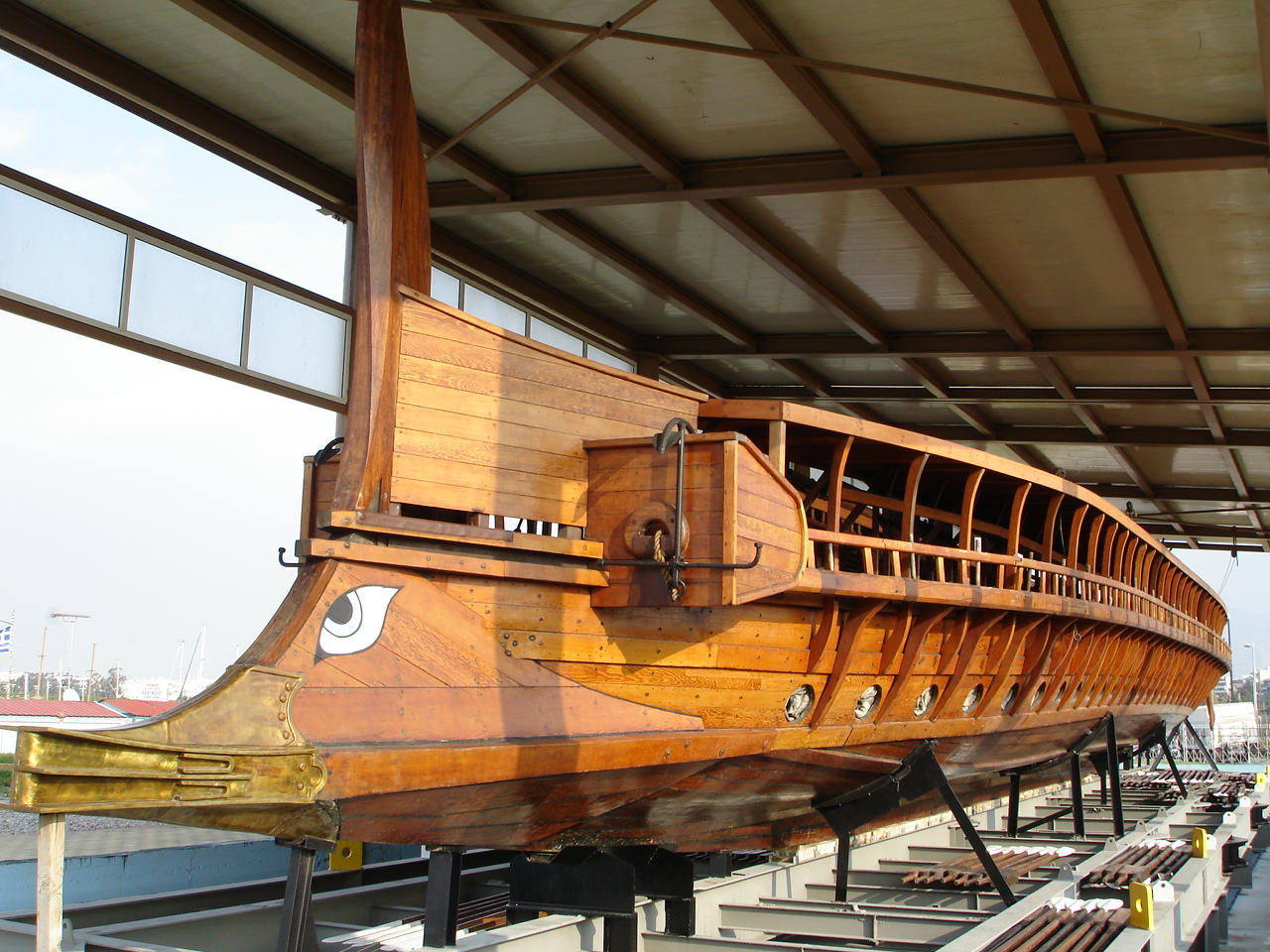
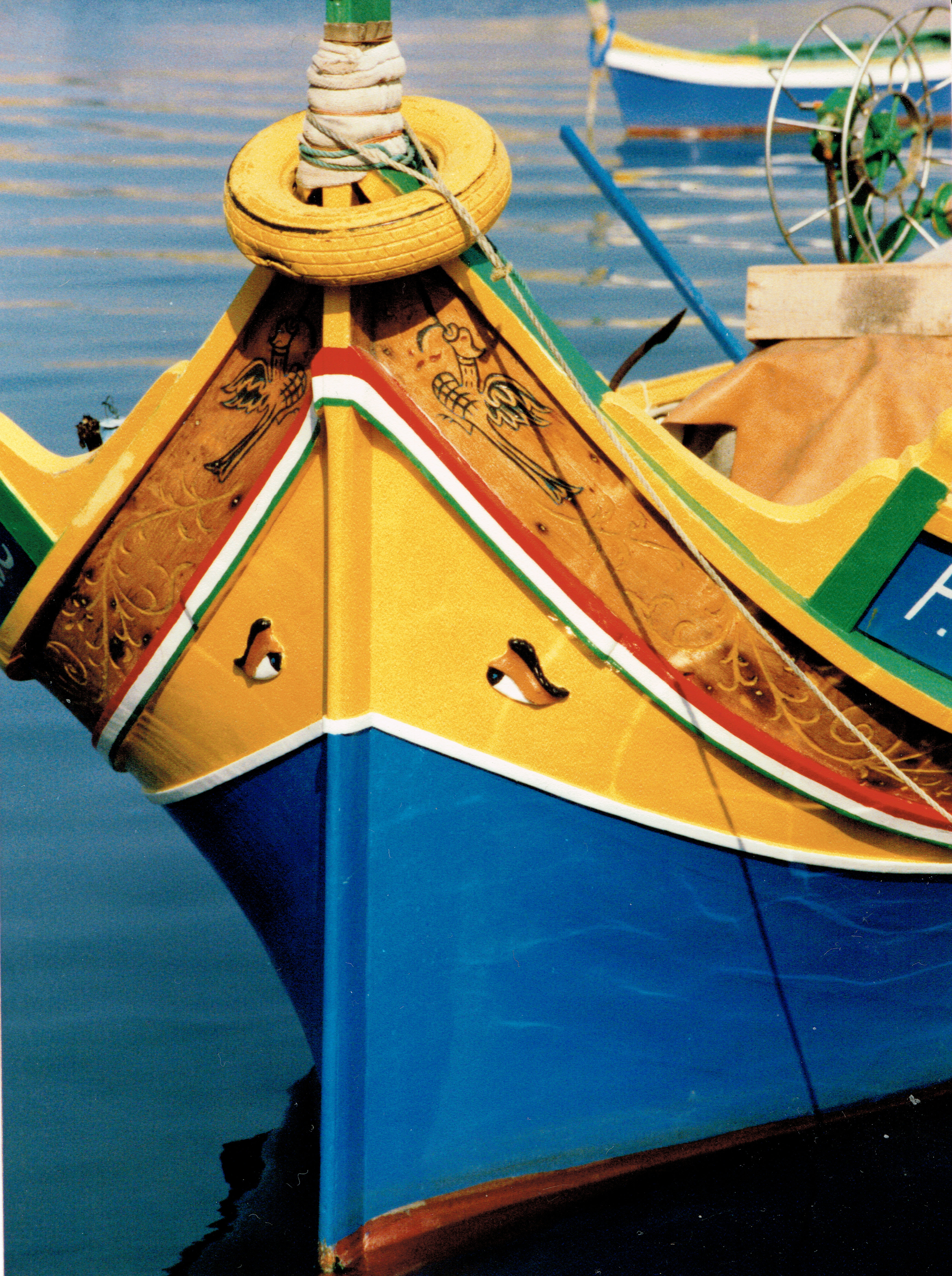

### Línia internacional de càrrega
Des de l’època medieval els vaixells disposaven de marques exteriors que limitaven la càrrega que podien portar. Els responsables podien comprovar, amb una simple mirada, si una nau ultrapassava les normes de seguretat.
En l’actualitat hi ha una marca internacional (marca Plimsoll) que indica el calat autoritzat d’un vaixell.

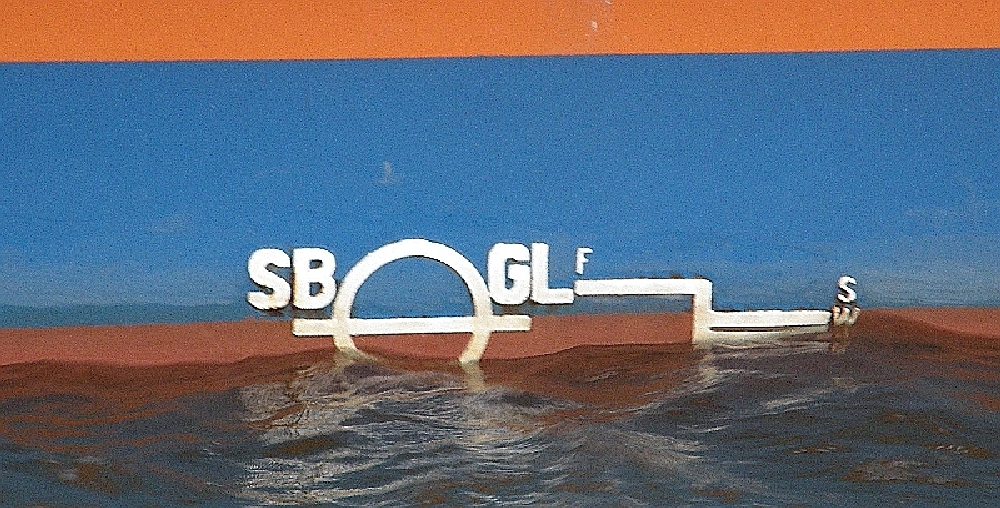
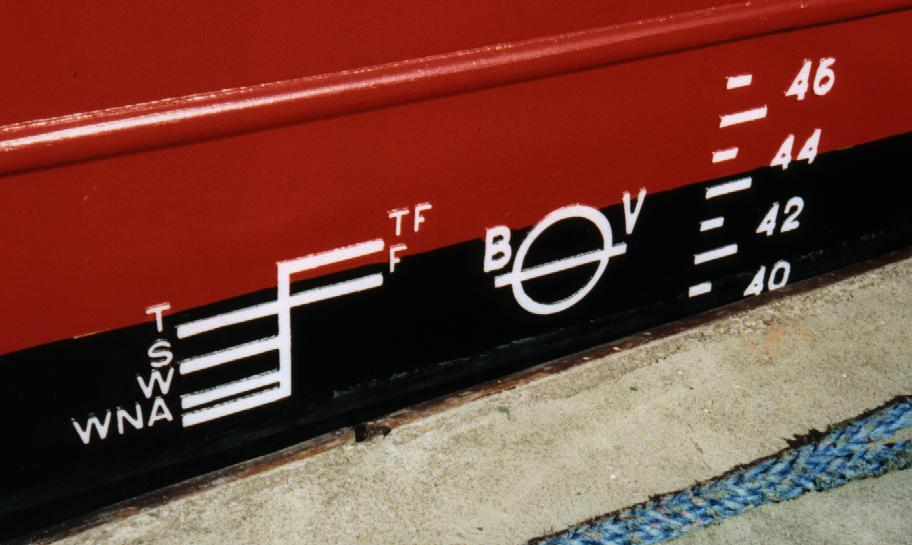

## Radiació solar
La radiació solar pot actuar de manera positiva sobre un vaixell però també provoca efectes negatius.

### Escalfament de les àrees fosques
En vaixells destinats a navegar en zones tropicals són convenients les pintures blanques o clares. Les cobertes de fusta d'iroko (més clares) són preferibles a les de fusta de tec (més fosques i que s’escalfen més sotmeses als raigs del sol). Hi ha documentació en contra d'aquesta afirmació.

### Degradació de peces de fusta envernissades
Els raigs UVA traspassen els vernissos parcialment transparents i degraden la fusta per sota del vernís. Destruïda la fusta, la capa de vernís es desenganxa i provoca bombolles que es trenquen. La fusta desprotegida s’ennegreix. Els millors vernissos marins incorporen filtres que dificulten el pas dels raigs UVA.

## Energia solar
Hi ha moltes maneres d’aprofitar la radiació solar. Des la pràctica i econòmica “dutxa solar” (un simple dipòsit flexible de color negre que permet que el sol escalfi l’aigua continguda) fins a les “veles solars” (panells fotovoltaics flexibles que poden adaptar-se a les veles), passant pels panells per a carregar les bateries d’un vaixell. Hi ha molts vaixells elèctrics (o híbrids) amb propulsió solar.

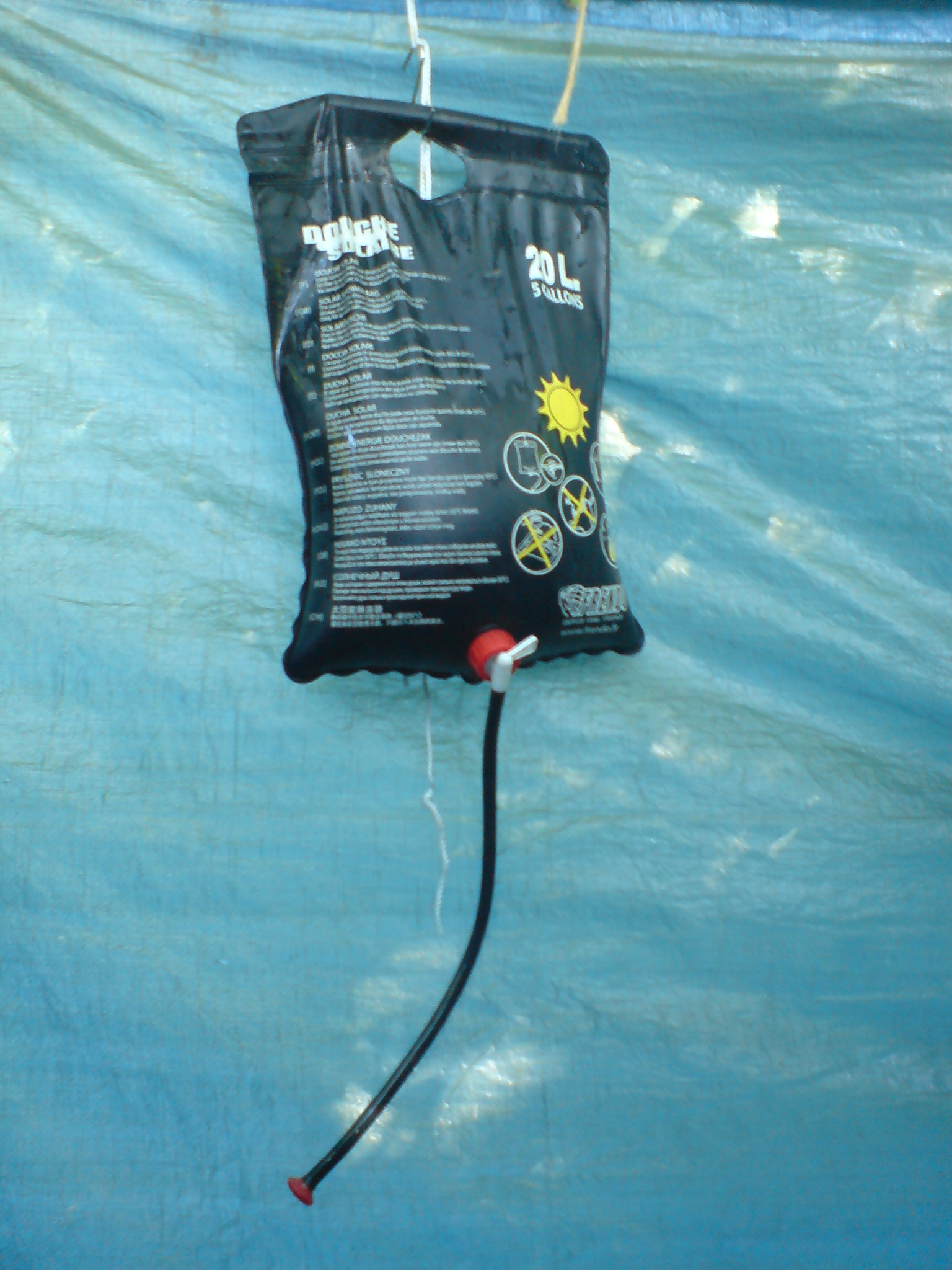
Aigua calenta solar per a dutxa
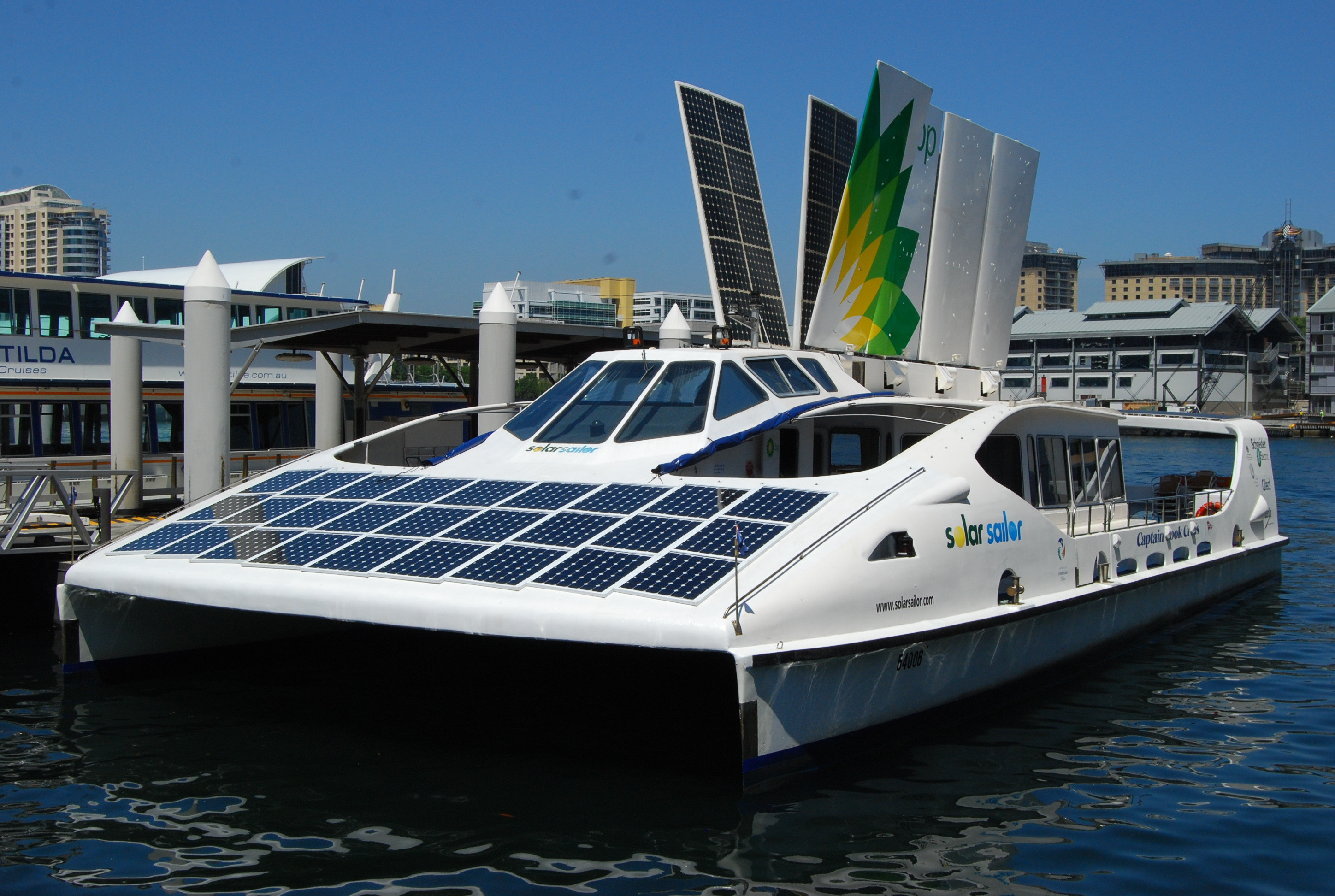
Embarcació solar "Solar Sailor"
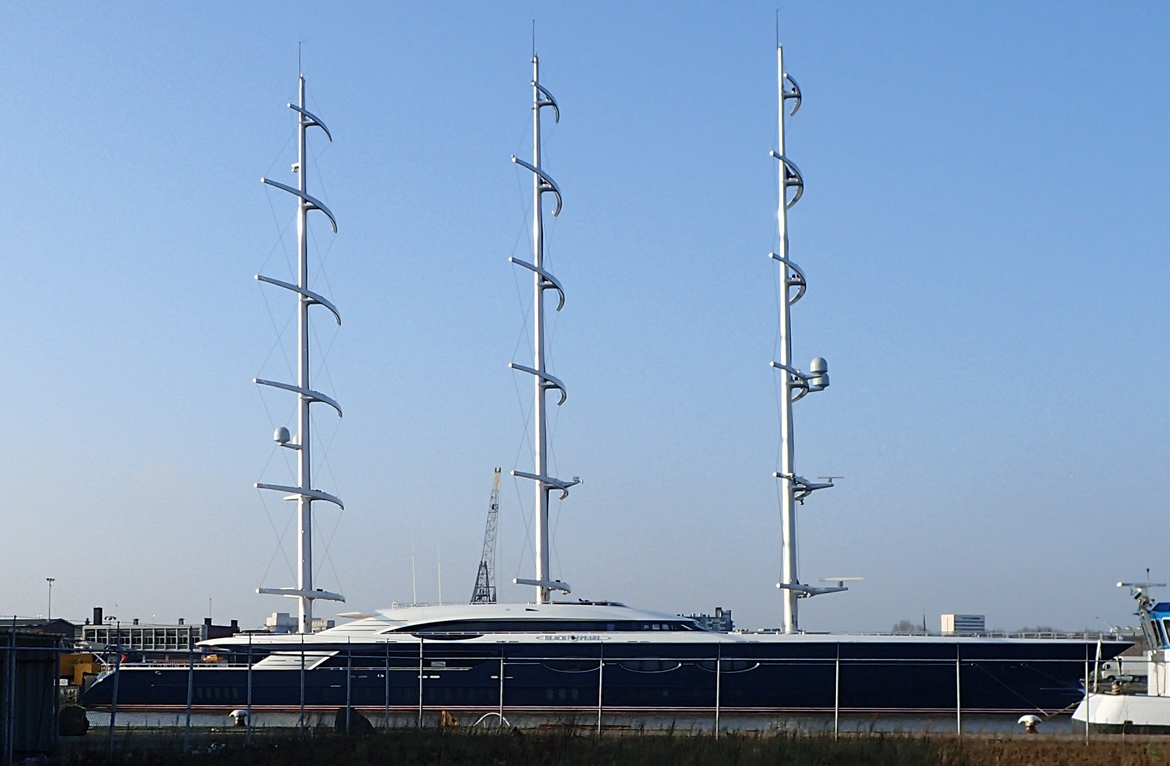
Iot Black Pearl amb veles "plegades". Veles solars previstes.

## Vaixells amb propulsió mecànica
Els vaixells de vapor o propulsats per motors disposen d’instruments propis, relacionats directament amb el sistema de propulsió. La lectura d’aquests instruments por ser directa (per exemple la de manòmetres i visors de nivell) o transmesa a distància emprant un sistema repetidor. En casos crítics, a més d’una alarma acústica hi pot haver una alarma visual (sovint un pilot vermell intermitent) que recorda la necessitat de consultar la pantalla o esfera indicadora afectada i adoptar mesures correctores.

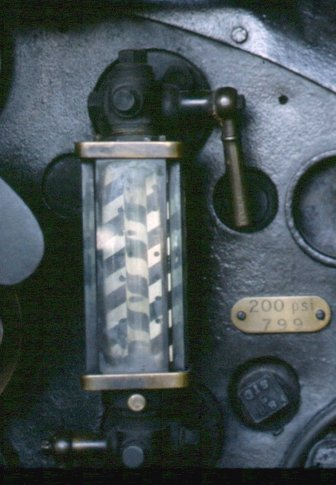
Visor de nivell de l’aigua d’una caldera de locomotora. Similar al d’una caldera de vapor de vaixell
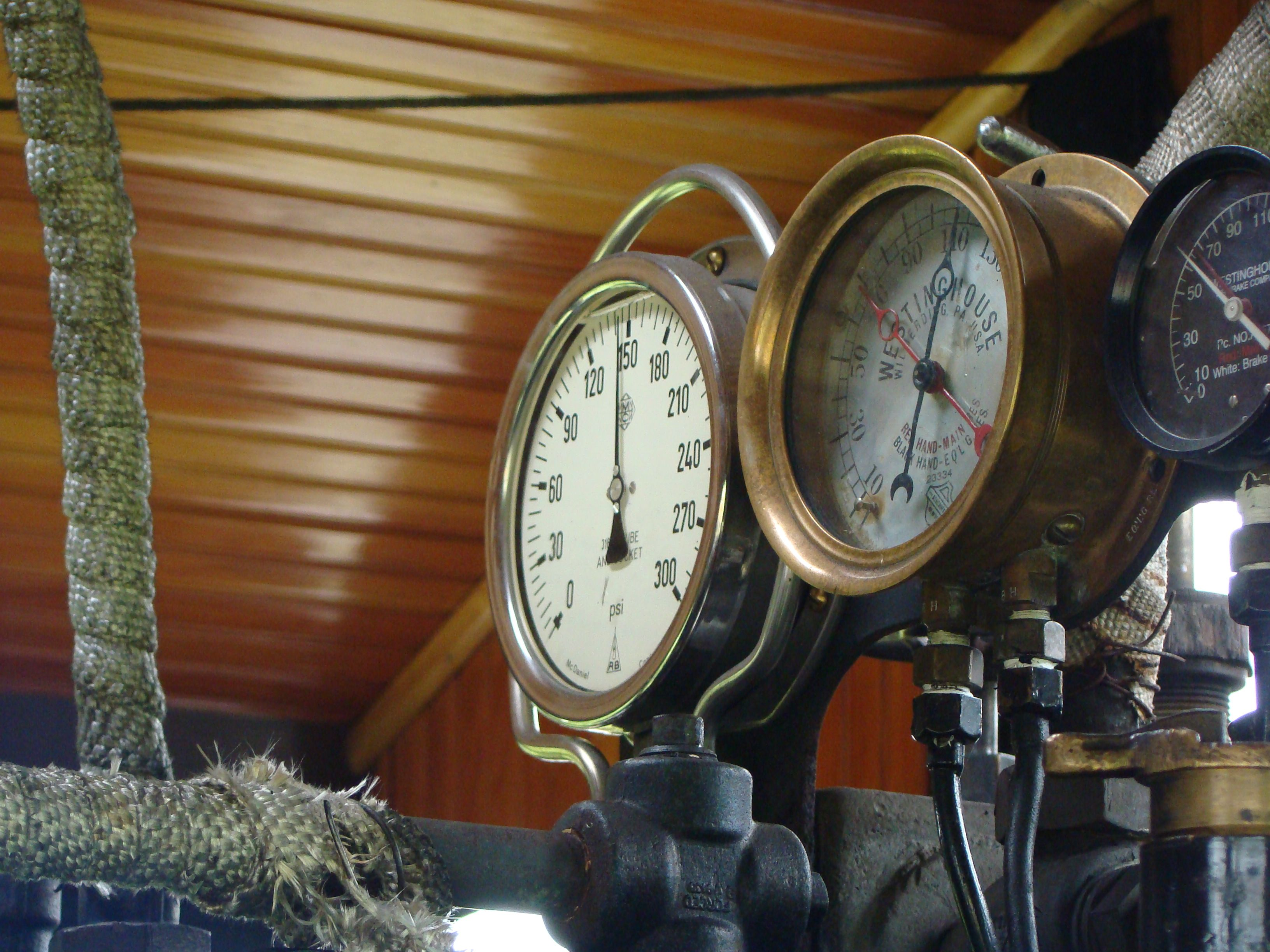
Manòmetres indicant la pressió de vapor
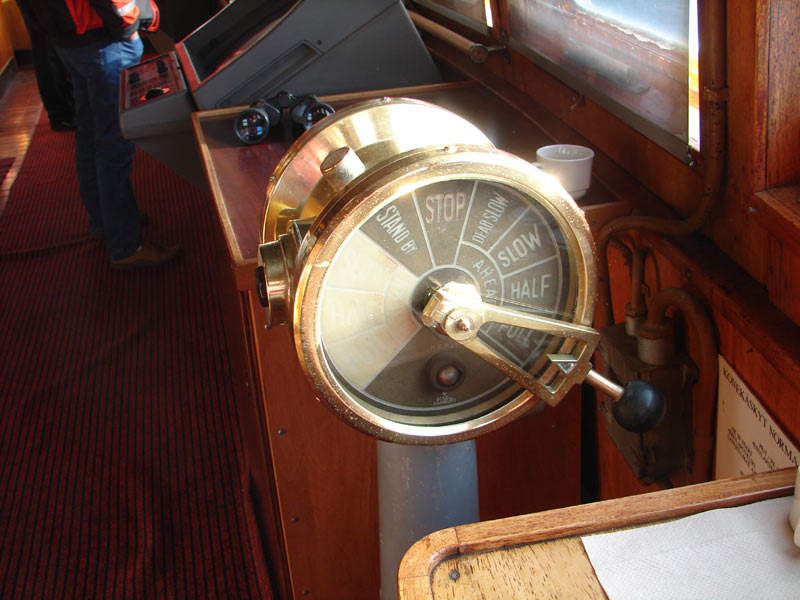
Telègraf d’ordres en el pont de comandament